# Nürtingen
Nürtingen ist eine Mittelstadt in Baden-Württemberg, etwa 30 Kilometer südöstlich von Stuttgart. Sie gehört zur Region Stuttgart und zur europäischen Metropolregion Stuttgart.
Nürtingen ist nach Esslingen am Neckar, Filderstadt und Kirchheim unter Teck die viertgrößte Stadt des Landkreises Esslingen und ein Mittelzentrum innerhalb des Oberzentrums Stuttgart. Bezogen auf die Fläche ist Nürtingen mit knapp 47 km² die größte Stadt des Landkreises. Seit 1. Februar 1962 ist Nürtingen Große Kreisstadt. Mit den Gemeinden Frickenhausen, Großbettlingen, Oberboihingen, Unterensingen und Wolfschlugen hat die Stadt Nürtingen eine Verwaltungsgemeinschaft vereinbart. Bis zur Kreisreform zum 1. Januar 1973 gab es einen Landkreis Nürtingen.

## Geographie

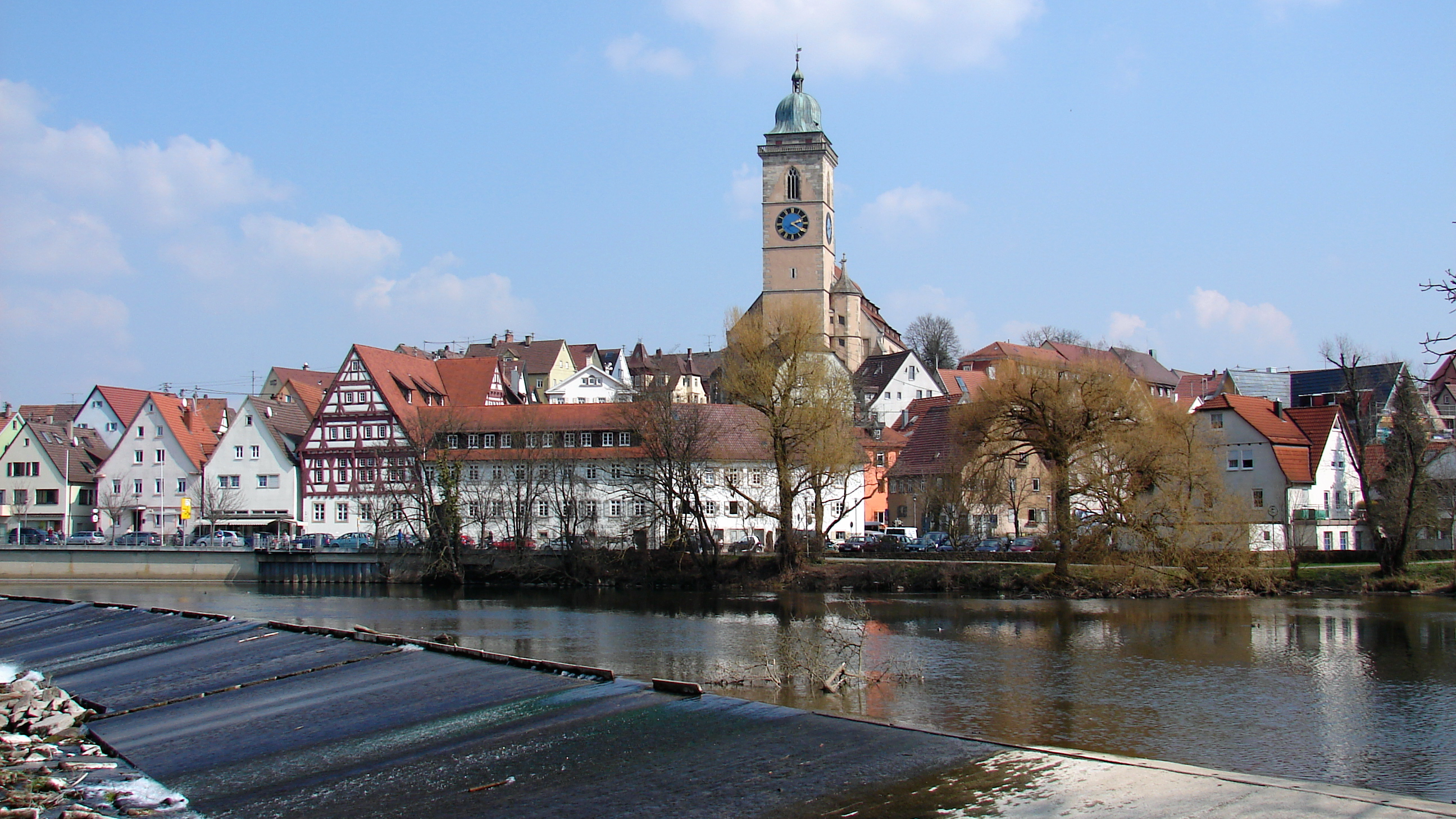
Altstadt mit Fluss Neckar

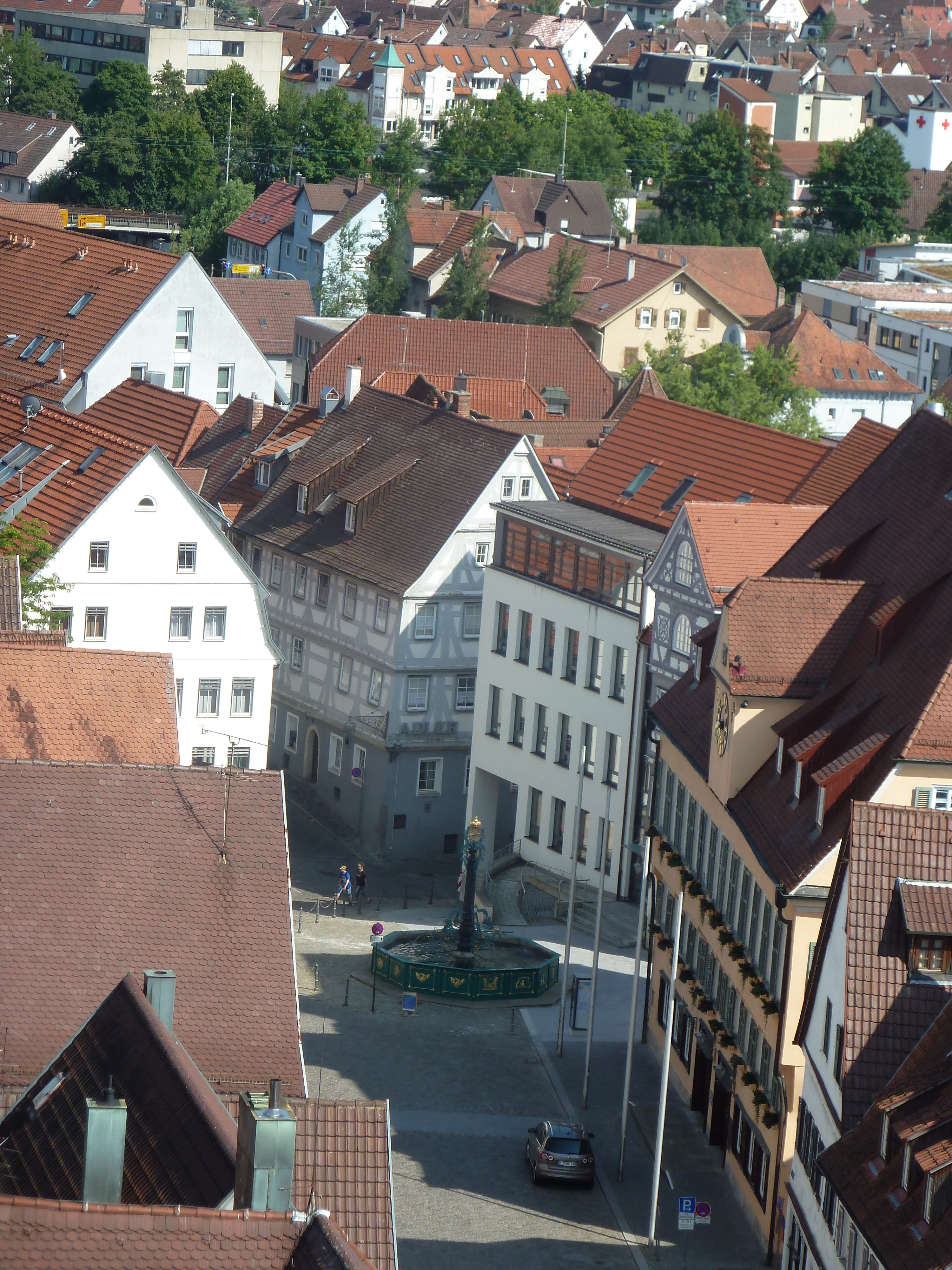
Nürtingen: Blick vom Kirchturm zum Marktplatz, Juli 2013

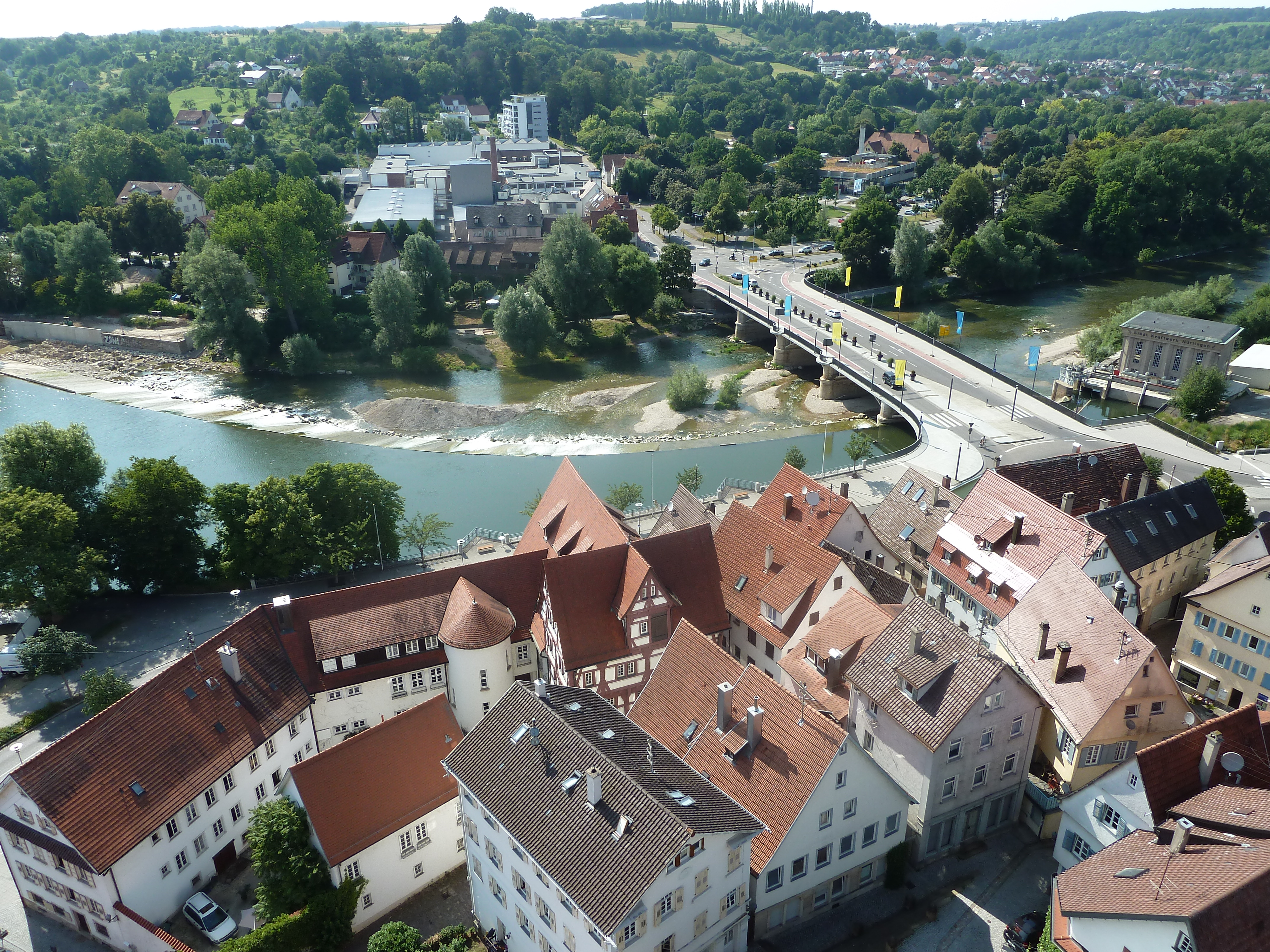
Blick vom Kirchturm zur Neckarbrücke, Juli 2013

### Geographische Lage
Nürtingen liegt etwa acht Kilometer nordwestlich des Albtraufs im Vorland der mittleren Schwäbischen Alb. Die Altstadt liegt auf einem ehemaligen Umlaufberg des Neckars, der von Neckartailfingen kommend im Südwesten das Stadtgebiet erreicht, östlich des Stadtteils Neckarhausen vorbeifließt, dann die Kernstadt westlich streift und schließlich durch Zizishausen in Richtung Nordosten zwischen Unterensingen und Oberboihingen das Nürtinger Stadtgebiet wieder verlässt. Zwischen Oberensingen und Zizishausen mündet die Aich von links in den Neckar.

### Nachbargemeinden
Folgende Städte und Gemeinden grenzen an die Stadt Nürtingen. Sie werden im Uhrzeigersinn beginnend im Norden genannt:
Unterensingen, Oberboihingen, Kirchheim unter Teck, Dettingen unter Teck, Beuren, Frickenhausen, Großbettlingen, Altdorf, Neckartailfingen, Aichtal und Wolfschlugen (alle Landkreis Esslingen)

### Stadtgliederung
Zu Nürtingen gehören die ehemaligen Gemeinden und Stadtteile Hardt, Neckarhausen, Nürtingen, Raidwangen, Reudern und Zizishausen. Die Grenzen dieser Stadtteile sind identisch mit denen der bis in die 1970er Jahre selbstständigen Gemeinden gleichen Namens. Diese sechs Stadtteile bilden Wohnbezirke im Sinne der baden-württembergischen Gemeindeordnung und mit Ausnahme des Stadtteils Nürtingen Ortschaften im Sinne der baden-württembergischen Gemeindeordnung mit eigenem Ortschaftsrat und Ortsvorsteher. Die Benennung der Ortschaften erfolgt nach dem Schema „Stadt Nürtingen-Stadtteil…“. Die Ortschaften haben jeweils eine eigene örtliche Verwaltung. Zum Stadtteil Hardt gehört der Ort Hardt. Zum Stadtteil Neckarhausen gehört der Ort Neckarhausen. Zum Stadtteil Nürtingen gehören die Stadt Nürtingen und der Ort Oberensingen sowie die abgegangenen Ortschaften Altheim, Neuhäuser und Roßdorf, jeweils Flurnamen, urkundliche Nennungen existieren jedoch nicht. Zum Stadtteil Raidwangen gehören der Ort Raidwangen und das Haus Bahnhof Neckartailfingen sowie die abgegangene Ortschaft Heudorf. Zum Stadtteil Reudern gehört der Ort Reudern. Zum Stadtteil Zizishausen gehört der Ort Zizishausen. In der Kernstadt Nürtingen werden Wohngebiete mit eigenem Namen unterschieden, deren Bezeichnungen sich im Laufe der Geschichte aufgrund der Bebauung ergeben haben. Hierzu gehören die an die Altstadt angrenzenden Gebiete Galgenberg, Kirchheimer Vorstadt/Vendelau, Kleintischardt/Wörth, Lerchenberg und Steinenberg. Östlich davon liegen der Säer, die Jettenhartsiedlung und das Rieth. Im Süden befinden sich der Ersberg und die Braike sowie die ab den 1950er Jahren entstandenen, räumlich etwas getrennten Siedlungen Enzenhardt und Roßdorf.

### Flächenaufteilung
Nach Daten des Statistischen Landesamtes, Stand 2023.

### Raumplanung
Nürtingen bildet ein Mittelzentrum innerhalb der Region Stuttgart, deren Oberzentrum Stuttgart ist. Zum Mittelbereich Nürtingen gehören neben Nürtingen noch die Städte und Gemeinden im Südwesten des Landkreises Esslingen, im Einzelnen: Aichtal, Altdorf, Altenriet, Bempflingen, Beuren, Frickenhausen, Großbettlingen, Kohlberg, Neckartailfingen, Neckartenzlingen, Neuffen, Oberboihingen, Schlaitdorf, Unterensingen und Wolfschlugen.

## Geschichte

### Altertum und Mittelalter
Wie zahlreiche archäologische Funde zeigen, war die Gegend des heutigen Nürtingen bereits von den Kelten besiedelt. Während der Römerzeit befand sich auf dem Gebiet unter anderem ein römischer Gutshof Villa Rustica und eine römische Sigillata-Töpferei (um 200 n. Chr.).

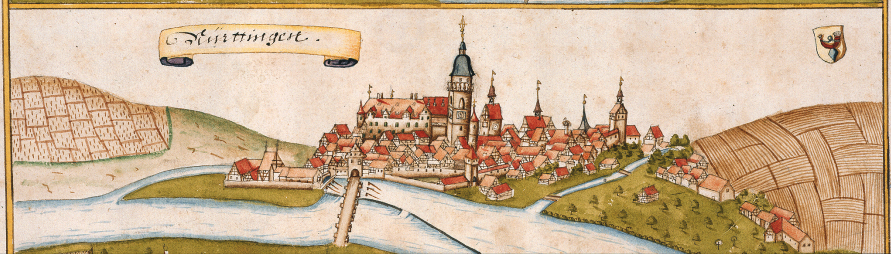
Nürtingen 1683, Forstlagerbuch von Andreas Kieser

Erstmals urkundlich erwähnt wurde Nürtingen in einer Urkunde König Heinrichs III. vom 7. September 1046 „Niuritingin“. Darin ist ein „curtis nomine Nivritingin“ erwähnt, ein Gut namens „Nivritingin“ („Niuwirtingin“)". Dieses "praedium Niordinge" wurde bereits im Jahre 1024 von Beatrix von Oberstenfeld als Heiratsgut an den Grafen Udo von Katlenburg gebracht und von diesem später an König Konrad II. ausgetauscht. Beatrix war eine Tochter des Grafen Adelhard von Oberstenfeld, einem der Stifter des Frauenstifts Oberstenfeld. Die hohe Gerichtsbarkeit über Nürtingen kam mit der Grafschaft Urach von 1254 bis 1265 an den Grafen von Württemberg. Im September 1284 verkaufte Berthold von Neuffen seinen Besitz „in villa Niwirtingen“ an das Kloster Salem. Ab 1299 begann Württemberg mit dem Ausbau Nürtingens zur Stadt, jedoch zerstörte die Reichsstadt Reutlingen 1311 Nürtingen im Reichskrieg. Um 1335 erhielt Nürtingen die Stadtrechte und war zur Stadt ausgebaut. Der hier geschlossene Nürtinger Vertrag teilte Württemberg 1442 für 50 Jahre in eine Stuttgarter und eine Uracher Grafschaft.

### Frühe Neuzeit
1534 befahl der evangelische Herzog Ulrich, dass Württemberg und damit auch Nürtingen gemäß dem Prinzip "Cuius regio, eius religio" von nun an evangelisch sein sollte. 1634 wurde Nürtingen im Dreißigjährigen Krieg durch die nach der Schlacht bei Nördlingen siegreichen Truppen des Kaisers stark verwüstet. Der anschließenden Pest fiel die Hälfte der Einwohner zum Opfer. Einige Gemeinden im Umkreis verloren in dieser Zeit nahezu ihre gesamte Bevölkerung.
1750 wurde die Stadt durch einen verheerenden Brand weitestgehend zerstört. Der Landbaumeister Johann Adam Groß der Ältere baute die Stadt wieder auf. Dabei entstand im Wesentlichen das heutige Bild der Altstadt. Groß legte mitten durch das Stadtgebiet ein Achsenkreuz, führte eine Straße vom Rathaus (Neubau von 1808) zum Spital und stellte auch die Verbindung zum Kirchplatz her. Der alte Stadtkern ist in einigen Teilen bis heute erhalten geblieben. Das Nürtinger Schloss diente vom 15. bis zum 17. Jahrhundert den Witwen der Württemberger Fürsten als Alterssitz. In den Jahren von 1770 bis 1773 wurde es abgerissen. Heute erinnern nur noch Namen wie Schlossberg und Schlossgartenstraße daran, dass neben der Stadtkirche St. Laurentius einst ein Stadtschloss stand.
Die erste Realschule Württembergs wurde im Jahre 1783 in Nürtingen gegründet.

### 19. Jahrhundert
Das Amt Nürtingen, seit 1758 Oberamt, wurde 1807, ein Jahr nach der Gründung des Königreichs Württemberg, im Zuge der neuen Verwaltungsgliederung Württembergs um das Oberamt Neuffen erweitert. 1859 bekam Nürtingen durch die Bahnstrecke Plochingen–Immendingen Anschluss an das Streckennetz der Königlich Württembergischen Staats-Eisenbahnen. Somit entwickelte sich die Oberamtsstadt Nürtingen gegen Ende des 19. Jahrhunderts zu einer Industriestadt. Zunächst war die Textilindustrie vorherrschend, was sich später in Richtung metallverarbeitende Industrie veränderte. Nürtingen war lange Zeit als „Stadt der grauen Dächer“ bekannt, denn von 1872 bis 1975 wurde in Nürtingen Zement hergestellt. Seit 1900 waren die „Portlandzementwerke Heidelberg“ Besitzer des Nürtinger Zementwerks. Die im Juni 1900 für den Personenverkehr zwischen Nürtingen und Neuffen eröffnete „Tälesbahn“ wurde ab dem 21. Juni auch für Güterverkehr genutzt, um den Kalkstein für den Zement vom Steinbruch „Hörnle“ ins Werk zu transportieren.

### NS-Zeit
Durch das Gesetz über die Landeseinteilung wurde 1938 während der NS-Zeit in Württemberg aus dem Kreis (bis 1934 Oberamt) Nürtingen und dem Kreis (bis 1934 Oberamt) Kirchheim unter Teck der neue Landkreis Nürtingen gebildet.

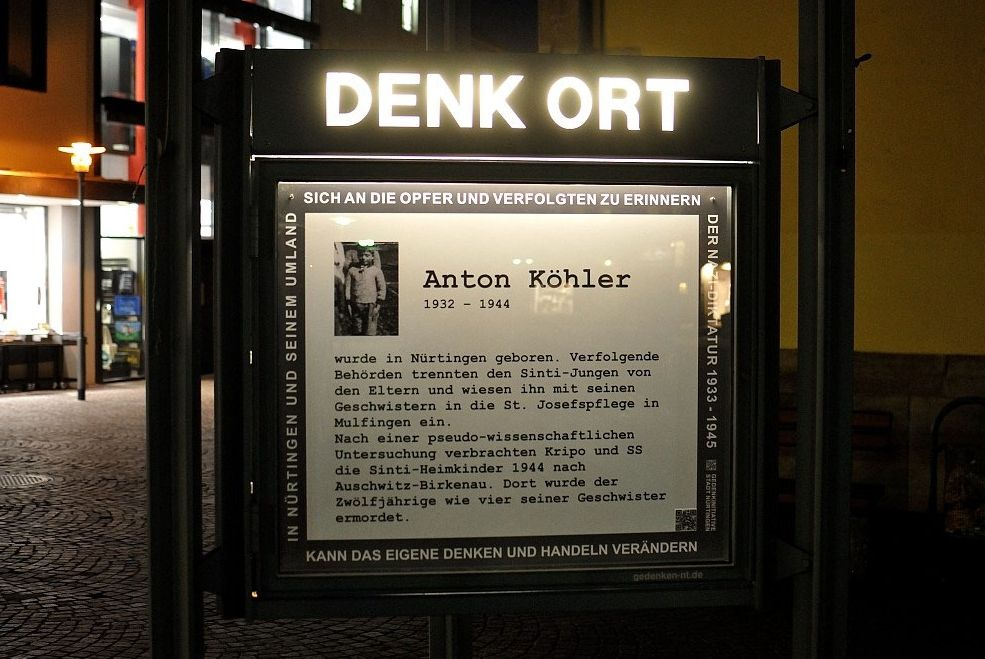
Erinnerung an Anton Köhler im Rahmen des „Denk Orts“ in Nürtingen

In der Zeit des Nationalsozialismus gab es im Bereich des heutigen Stadtgebiets um die 17 Zwangsarbeitslager und Zwangsarbeiterunterkünfte mit „Ostarbeitern“, Kriegsgefangenen und „Fremdarbeitern“, die in den örtlichen Firmen, beispielsweise der Maschinenfabrik Gebr. Heller, arbeiten mussten. Am heutigen Standort der Realschulen lag das Mühlwiesenlager mit „Ostarbeitern“. Von bis jetzt elf namentlich bekannten Opfern der „Euthanasie“-Morde weiß man, dass sie in Grafeneck oder Hadamar ermordet wurden. Die NSDAP-Kreisleitung der damaligen Oberamts- bzw. Kreisstadt Nürtingen sorgte dafür, dass sämtliche jüdischen Schüler bzw. solche, die als „Halbjuden“ galten, noch vor dem reichsweiten Ausschluss die Schulen verließen. In Nachbarkreisen wie Reutlingen war dies nicht der Fall. Weiter veranlasste sie, dass sämtliche in „Mischehe“ lebenden, von ihr als „Juden“ angesehenen Männer verhältnismäßig früh in Konzentrationslager transportiert und dort umgebracht wurden. Die letzte Jüdin der Stadt, Anna Frank, geborene Herzer, wurde am 15. Oktober 1941 ins Ghetto Haag in Haigerloch deportiert.

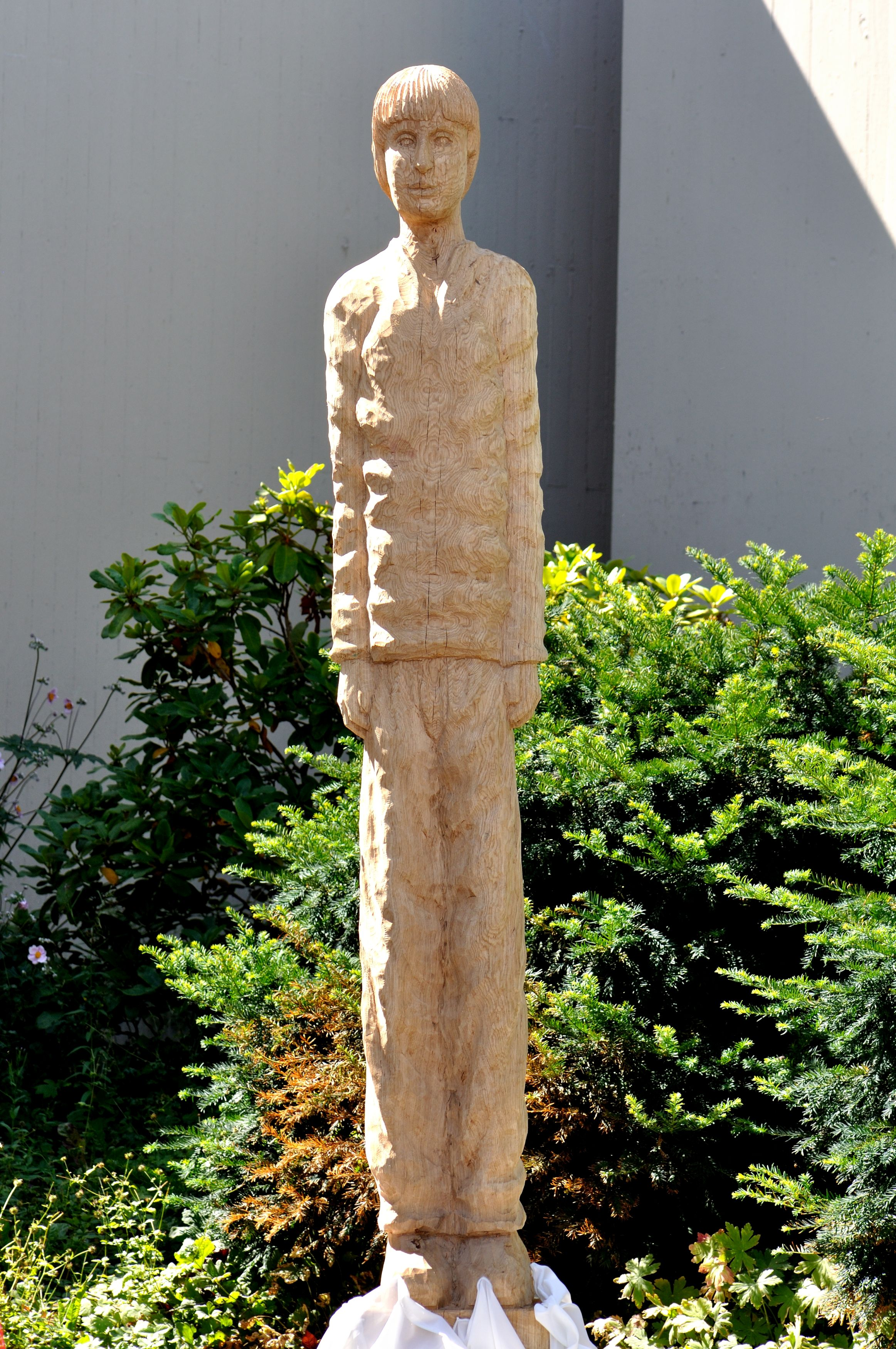
Anton Köhler, Sinto, geboren 1932 in Nürtingen, ermordet 1944 in Auschwitz-Birkenau, Bildhauer: Robert Koenig, Projekt Odyssey

Ein in Nürtingen geborenes Sinti-Kind, Anton Köhler, wurde mit den meisten seiner Geschwister aus dem katholischen Waisenheim St. Josefspflege in Mulfingen 1944 nach Auschwitz-Birkenau verbracht und ermordet, nachdem seine Eltern bereits ermordet worden waren. Seit ihrer Enthüllung am 26. Juli 2015 erinnert eine Holzskulptur an den in Nürtingen geborenen Anton Köhler. Darüber hinaus steht die Holzfigur als „Wächter der Erinnerung“ an den Porajmos und stellvertretend für die Opfer und Leidtragenden des Nationalsozialismus in Nürtingen. Die Holzfigur des britischen Bildhauers Robert Koenig, die im Rahmen des Projektes Odyssey entstand, zeigt Anton Köhler im fiktiven Alter von 21 Jahren. Anton Köhler, eines der sogenannten „Sinti-Kinder von Mulfingen“, wurde im Alter von 12 Jahren im „Zigeunerlager Auschwitz“ ermordet. Am 9. November 2015 wurde der „DENK ORT“ in der Innenstadt eröffnet, an dem wechselnd Kurzbiographien von Opfern und Leidtragenden des Nationalsozialismus aus allen der Gedenkinitiative bekannten Opfergruppen präsentiert werden. Auch dort wird unter anderem an das Schicksal Anton Köhlers präsentiert. Verweise leiten dort auf breitere Darstellungen auf der Website der Nürtinger Gedenkinitiative. Robert Reinhardt textete zum Schicksal von Anton Köhler und den anderen Sintikindern und Romakindern, die in Auschwitz-Birkenau ermordet wurden, das Lied „Miro Si rowela“ („Mein Herz weint“) auf Sinti-Romanes und Deutsch und sang es ein. Dieses in Nürtingen entstandene und eingespielte Lied wurde anlässlich einer Ehrung im Nürtinger Rathaus am Aschermittwoch 2016 erstmals der Öffentlichkeit präsentiert.

### Nachkriegszeit
Nach dem Zweiten Weltkrieg gehörte Nürtingen zum Land Württemberg-Baden in der Amerikanischen Besatzungszone. Da Nürtingen im Krieg nicht zerstört worden war, musste die Stadt über 6.500 Heimatvertriebene aufnehmen, die vor allem aus der Tschechoslowakei stammten (Deutschböhmen, Deutschmährer, damals Sudetendeutsche genannt). Im Kreis Nürtingen waren 59,6 Prozent der „Heimatvertriebenen“ dieser Gruppe zuzurechnen. Dem Kreis Nürtingen wurden von der Militärregierung an die 28.000 Flüchtlinge zugewiesen. Bis März 1946 trafen Einzelfamilien und Hunderte Einzelpersonen ein. Ab März 1946 kamen immer wieder Sammeltransporte am Bahnhof an. 1948 stellten die Heimatvertriebenen in Nürtingen ein Viertel der Bevölkerung.
Mit der Gründung Baden-Württembergs wurde Nürtingen 1952 Bestandteil des heutigen Bundeslandes.
1960 überschritt die Einwohnerzahl der Stadt Nürtingen die Grenze von 20.000. Daraufhin stellte die Stadtverwaltung den Antrag auf Erhebung zur Großen Kreisstadt, was die Landesregierung von Baden-Württemberg dann mit Wirkung vom 1. Februar 1962 beschloss.
In den Landtagswahlen vom 28. April 1968 fiel die Stadt auf, da 12,65 % der Wähler für die NPD votiert hatten.
Bei der Kreisreform zum 1. Januar 1973 verlor Nürtingen seine Funktion als Kreisstadt, da der bisherige Landkreis Nürtingen aufgelöst und sein Gebiet (ohne die Gemeinde Grafenberg) dem vergrößerten Landkreis Esslingen zugeordnet wurde. Die Gemeinde Grafenberg wurde dem Landkreis Reutlingen zugeordnet.
1989 fanden in Nürtingen die Heimattage Baden-Württemberg statt.

### Nürtinger Stadtbefestigung

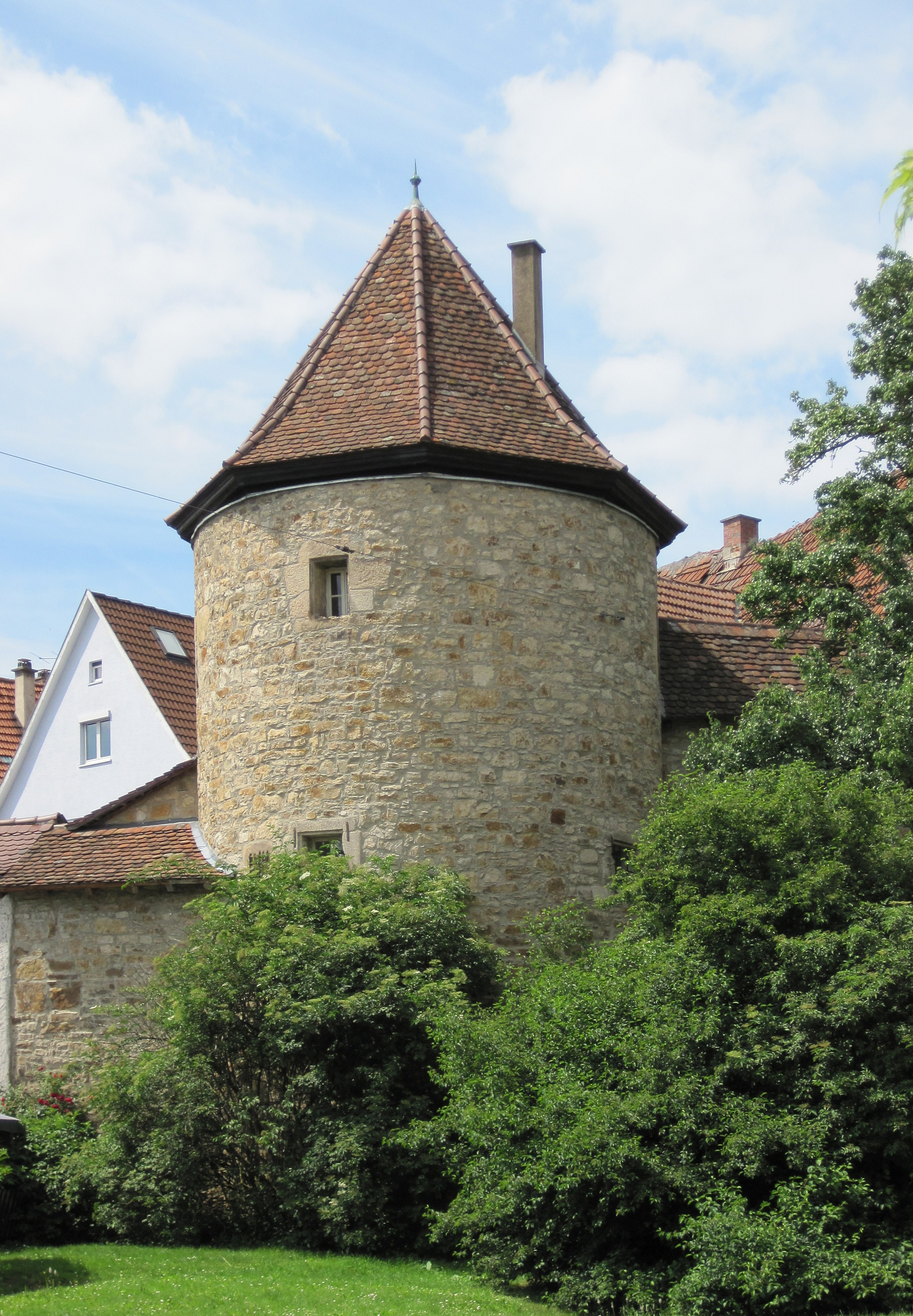
Der Blockturm

Die heute erhaltenen Teile der Stadtbefestigung sind aus dem 14. und 15. Jahrhundert.

#### Stadtrechte
Mit der Erhebung zur Stadt Mitte des 14. Jahrhunderts erhielt Nürtingen württembergische Stadtrechte. Das bedeutete auch das Recht auf eine Befestigung der Stadt, ein eigenes Gericht und Marktgerechtigkeit. 1335 ist unter Graf Ulrich III. ein Vogt der Herrschaft Württemberg in Nürtingen nachgewiesen. 1359 wird der „stett reht zu nurtingen“ erwähnt, das bedeutet, dass Nürtingen die Stadtrechte besaß.

#### Dreifacher Mauergürtel
Ein dreifacher Mauergürtel umschloss die eng bebaute Stadt Nürtingen. Gebaut war er aus massiven Steinblöcken aus Nürtinger Rätsandstein. Die Gelder für die Instandhaltung zahlte die Stadt und damit der Steuerzahler. Jeder hatte das Recht, sich hinter die sichernden Mauern zu flüchten, dafür mussten alle wehrfähigen Männer diese verteidigen und instand setzen.
Die Stadtbefestigung setzte sich aus verschiedenen Schutzmaßnahmen zusammen: Schutzmauer, Stadtgraben sowie Wehrtürme. Der Stadtgraben wird 1359 urkundlich erwähnt. In die Stadt gelangte man durch vier bewachte Tore (Neckartor und Obertor in der West-Ost-Achse, Brunn- und Wörthtor im Süden). Die acht Meter hohe Stadtmauer mit ihren Mauertürmen war der innerste Schutzwall. Diese massive Ringmauer war ca. 1,50–1,60 Meter dick und sechs Meter hoch. Auf ihr verlief der überdachte Wehrgang, geschützt durch ein Satteldach. Drei bis vier Meter vor der Wehrmauer verlief die etwa mannshohe Zwingermauer, von der nur noch Fundamente erhalten sind. Der Zwinger war in sechs Zwingerhöfe aufgeteilt, die meist als Kräutergärten dienten. Vor der Zwingermauer lag der zwölf Meter breite und acht Meter tiefe Stadtgraben, vom Brunntor bis zum Neckar von einem Nebenzweig der Steinach durchflossen. Vor diesem sicherte die äußere Stadtgrabenmauer als äußerster Ring den Schutzwall, sie ist jedoch bereits seit alter Zeit nicht mehr vorhanden.

#### Stadtbefestigung heute
Heute sind nur noch vereinzelt Reste der Stadtbefestigung zu sehen. Dies sind der Blockturm mit seiner Wehrmauer und die Stadtmauer, die in die Restmauer des Nürtinger Stadtschlosses integriert sind.

### Ortsnecknamen
Die Einwohner Nürtingens wurden scherzhaft mit den Ortsnecknamen „Heckschnärren“ und – ab der Zeit der Textilindustrialisierung – „Stricknadeln“ bezeichnet. Die Nürtinger SPD verleiht daher jedes Jahr am Aschermittwoch das „Ei der Heckschnärre“ als Auszeichnung „an besonders engagierte Bürger“. Der schwäbische Begriff „Heckschnärr“ bezieht sich auf den Wachtelkönig. Die Skulptur einer "Heckschnärre" ziert auch die Rathausfassade über dem Uhrenkasten.

### Religionen
Der Anteil der Protestanten und Katholiken an der Gesamtbevölkerung sinkt. Gemäß dem Zensus 2022 waren 30,9 % der Einwohner evangelisch, 19,6 % katholisch, und 49,5 % waren konfessionslos, gehörten einer anderen Glaubensgemeinschaft an oder machten keine Angabe.
Die Bevölkerung von Nürtingen gehörte ursprünglich zum Bistum Konstanz und war dem Archidiakonat Rauhe Alb, Landkapitel Owen-Kirchheim unterstellt. Da die Stadt schon früh zu Württemberg gehörte, wurde auch hier ab 1535 durch Herzog Ulrich die Reformation eingeführt, danach war Nürtingen über Jahrhunderte eine überwiegend protestantische Stadt. Die Stadt gehörte mit ihrem Umland zunächst zum Dekanat Kirchheim unter Teck. 1693 wurde die Stadt Sitz eines eigenen Dekanats (siehe Kirchenbezirk Nürtingen), dessen Dekanatskirche die Stadtkirche ist. Die Kirchengemeinde Nürtingen wuchs vor allem nach dem Zweiten Weltkrieg infolge Zuzugs stark an und wurde daher geteilt. Es entstanden die Lutherkirchengemeinde (Kirche von 1933, 1944 durch Bombenangriff zerstört, 1973 wieder errichtet), die Versöhnungskirchengemeinde (Kirche von 1963), die Stephanuskirchengemeinde (Kirche von 1986) und die Kirchengemeinde Enzenhardt (1992). Diese fünf Gemeinden bilden zusammen die Evangelische Gesamtkirchengemeinde Nürtingen. Auch in den Stadtteilen war aufgrund der frühen Zugehörigkeit zu Württemberg die Reformation eingeführt worden. Daher gibt es heute in fast jedem Stadtteil eine evangelische Kirchengemeinde und meist auch eine eigene Kirche. Hardt bildet mit Oberensingen eine Kirchengemeinde, deren Kirche auch in Oberensingen ist. Raidwangen war früher Filiale von Großbettlingen, dann von Neckarhausen (jedoch seit 1909 mit eigener Kirche) und ist heute ebenfalls eine eigene Kirchengemeinde mit Filiale in Altdorf. Alle evangelischen Gemeinden im Nürtinger Stadtgebiet gehören bis heute zum Dekanat Nürtingen innerhalb der Evangelischen Landeskirche in Württemberg.

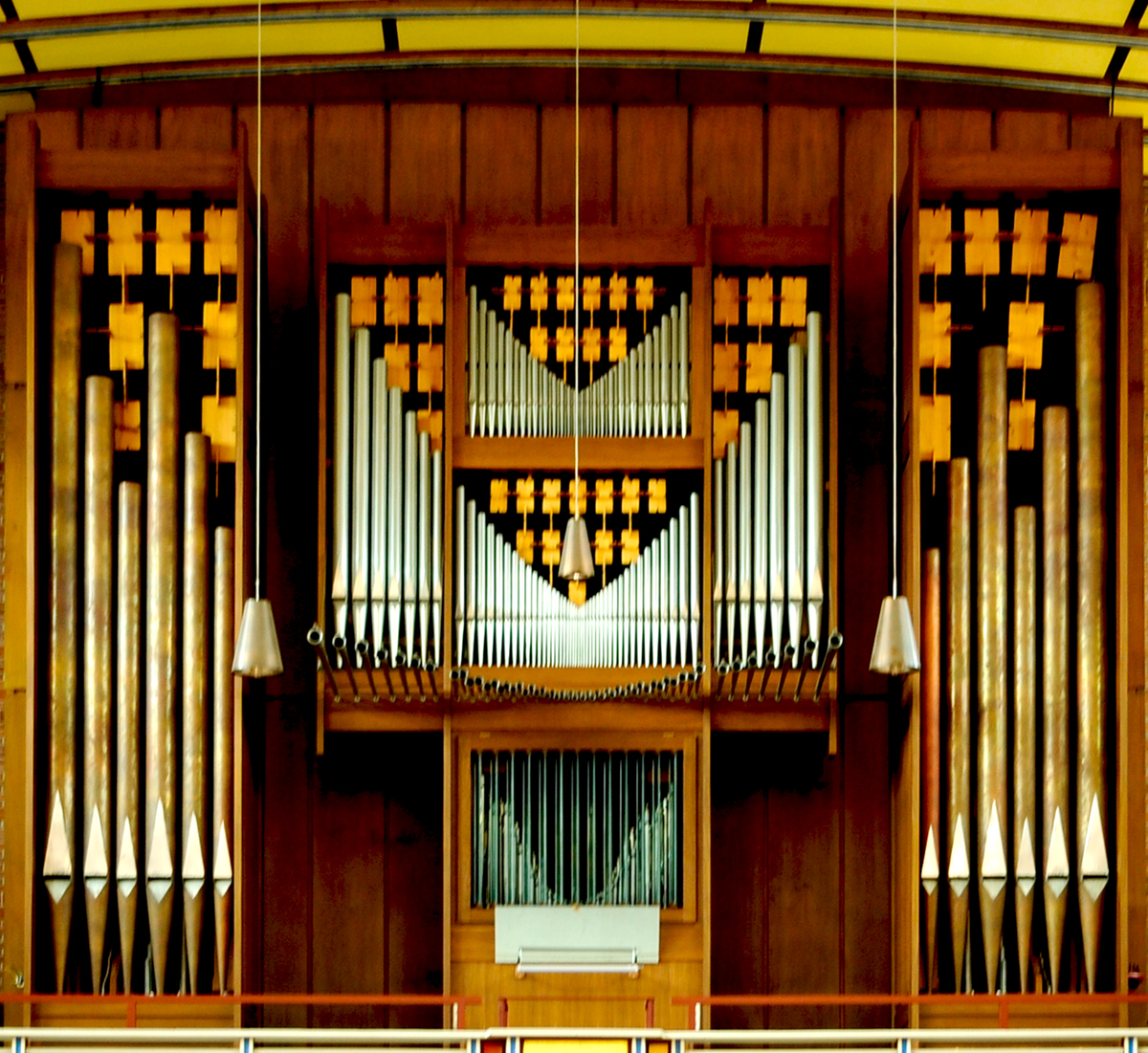
Von Winfried Albiez 1973 gebaute Orgel in St. Johannes Evangelist, bekannt durch den Fernsehmoderator Harald Schmidt, der dort Organist war

Katholiken gibt es in Nürtingen erst wieder seit dem späten 19. Jahrhundert. Für sie wurde 1907 eine eigene Kirche – St. Johannes Evangelist – in der Neuffener Straße gebaut, nachdem sie zuvor zum Gottesdienst nach Unterboihingen gingen. Die Kirche wurde 1959/60 abgebrochen, nachdem bereits 1956 in der Vendelaustraße ein Neubau erstellt worden war. Kurz nach dem Ende des Zweiten Weltkriegs zählte Nürtingen 850 Katholiken. Da die danach zugewiesenen Heimatvertriebenen zumeist katholisch waren, wuchs die Zahl der Gemeindemitglieder sehr schnell enorm auf über 5.000 an; dies machte den Neubau der Johanneskirche nötig. Die Kirchengemeinde St. Johannes Evangelist bildet heute die Seelsorgeeinheit 11 innerhalb des Dekanats Esslingen-Nürtingen des Bistums Rottenburg-Stuttgart. Zur Kirchengemeinde gehören auch die Gemeindeglieder aus den Stadtteilen Hardt, Neckarhausen, Oberensingen, Reudern, Roßdorf und Zizishausen sowie aus der Nachbargemeinde Wolfschlugen, doch bilden diese Orte jeweils eine Teilgemeinde der Kirchengemeinde St. Johannes Evangelist Nürtingen. Auch gibt es in diesen Orten inzwischen eigene Kirchen oder Gemeindehäuser: Das Edith-Stein-Haus in Neckarhausen, das Haus Effata in Oberensingen, St. Wendelin in Reudern, St. Stephanus in Rossdorf, St. Joseph für Wolfschlugen/Hardt (erbaut 1982) und St. Nikolaus in Zizishausen. Die Katholiken aus dem Stadtteil Raidwangen gehören zur Kirchengemeinde St. Nikolaus von Flüe der Nachbargemeinde Frickenhausen.
Das Stephanushaus und das Gemeindezentrum im Roßdorf sind eine ökumenische Initiative. 1971 wurde in einem ökumenischen Gottesdienst das Gemeinschaftshaus eingeweiht. Bis 1971 war nur eine evangelische Pfarrstelle besetzt gewesen. Ein Jahr später kam auch eine katholische hinzu. Ab da planten beide Konfessionen ein ökumenisches Gemeindezentrum. Gemeinsam weihten beide Gemeinden im September 1986 das Stephanushaus ein. Es enthält die evangelische Stephanuskirche und den katholischen Gottesdienstraum St. Stephanus.
Neben diesen beiden christlichen Kirchen gibt es in Nürtingen Freikirchen und Gemeinden, darunter die Evangelisch-methodistische Kirche mit der Christuskapelle in Nürtingen sowie Gemeindehäusern in Neckarhausen und Raidwangen, die Evangelisch-Freikirchliche Gemeinde (Baptisten) mit der Erlöserkirche in Nürtingen. Die „Evangelische-Baptisten-Brüdergemeinde“ trifft sich in ihrem Gotteshaus in der Eberhardstraße und die Siebenten-Tags-Adventisten in ihrem Gemeindezentrum in der Werastraße. Auch die Neuapostolische Kirche und die Christengemeinschaft sind in Nürtingen vertreten.
Die jüdische Bevölkerung in Nürtingen gehörte bis zur Schoah zur Jüdischen Gemeinde Cannstatt, heute zur „Israelitischen Religionsgemeinschaft Württembergs“ (IRGW) mit Sitz in Stuttgart.
In Nürtingen gibt es einige muslimische Einrichtungen. Die Mevlana-Moschee in der Tiefenbachstraße ist der Region (Bölge) Stuttgart der Islamischen Gemeinschaft Milli Görüs zuzurechnen. Die Fatih-Moschee in der Max-Eyth-Straße wird von der ADÜTDF betrieben. Die Muslimbruderschaft unterhält ein „Islamisches Zentrum“ in Frickenhausen.

### Eingemeindungen
- 1. Januar 1919: Oberensingen
- 1. Januar 1973: Hardt[47]
- 1. Juli 1974: Zizishausen[48]
- 1. Oktober 1974: Neckarhausen, Raidwangen und Reudern[49]

### Stadtteile

#### Hardt
Hardt (1038 Einwohner, Stand 2017) ist der kleinste Ortsteil von Nürtingen. Hardt wird 1366 erstmals urkundlich genannt. Nach einer Sage hat der Pfeifer von Hardt den Herzog Ulrich auf dessen Flucht aus Württemberg im Jahr 1519 im „Hohlen Stein“ versteckt. Der Ulrichstein und das Wahrzeichen von Hardt, der Pfeiferbrunnen, erinnern an diese Sage. Wilhelm Hauff hat den Stoff in seinem Roman Lichtenstein verarbeitet.

#### Neckarhausen
Neckarhausen (3934 Einwohner, Stand 2020) liegt etwa 2 km neckaraufwärts von Nürtingen. Die Bebauung zieht sich vom linken Neckarufer den Südhang des Galgenbergs hinauf. Neckarhausen wurde erstmals im Jahr 1284 urkundlich erwähnt. Das Ortsbild wird weitgehend von der Kirche und vom Rathaus geprägt.

#### Raidwangen
Raidwangen (2201 Einwohner, Stand 2017) liegt etwa 3 km südwestlich von Nürtingen und etwa 1 km vom Neckar entfernt. Raidwangen wird im Jahr 1236 erstmals in den Urkunden erwähnt.

#### Reudern
Reudern (2733 Einwohner, Stand 2017) liegt auf einer Anhöhe rund 3 km östlich des Nürtinger Stadtzentrums und wurde erstmals im Jahre 1338 urkundlich erwähnt. Der Name des Ortes geht auf die gerodeten Wälder zurück. 

#### Zizishausen
Zizishausen (3196 Einwohner, Stand 2017) liegt links und rechts des Neckars und grenzt nördlich direkt an die Kernstadt von Nürtingen an. Zizishausen wird 1296 erstmals urkundlich erwähnt.

#### Oberensingen
Oberensingen (4.060 Einwohner, Stand 2006) schließt unmittelbar nordwestlich an die Kernstadt Nürtingens an und liegt am östlichen Aufstieg zur Filderhochebene. Die erste urkundliche Erwähnung Oberensingens stammt aus dem Jahr 1344.

#### Roßdorf
Das Roßdorf liegt südlich von Nürtingen. Der Stadtteil ist Anfang der 1960er Jahre als Musterbauvorhaben für modernen Städtebau am Reißbrett entstanden. Heute hat das Roßdorf rund 4500 Einwohner.

### Einwohnerentwicklung
Die Einwohnerzahlen sind Schätzungen, Volkszählungsergebnisse (¹) oder amtliche Fortschreibungen der jeweiligen Statistischen Ämter (nur Hauptwohnsitze).

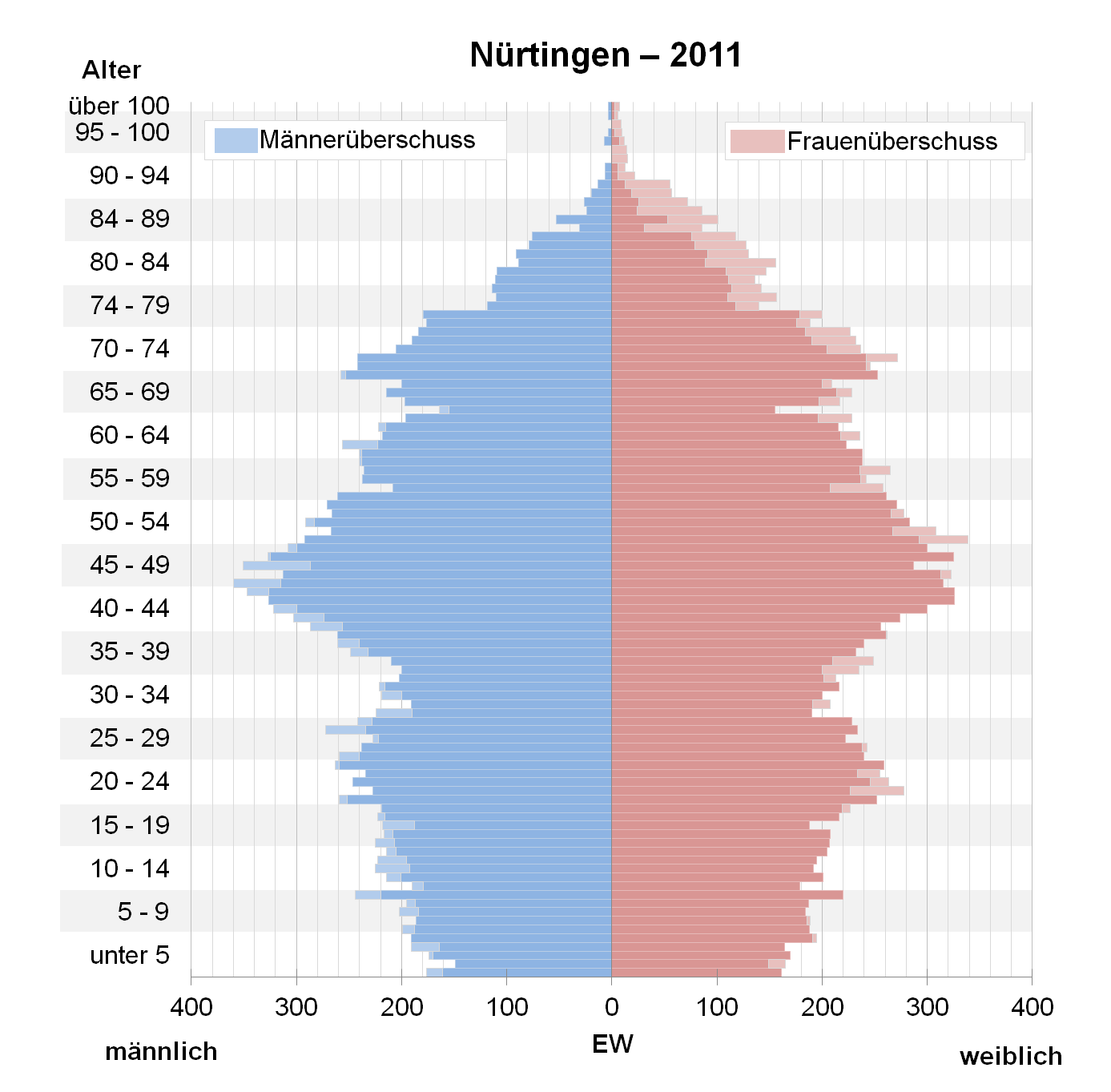
Bevölkerungspyramide für Nürtingen (Datenquelle: Zensus 2011)

| Jahr               | Einwohner |
| ------------------ | --------- |
| 1600               | ca. 1.700 |
| 1699               | 1.292     |
| 1771               | 2.234     |
| 1803               | 3.281     |
| 1843               | 4.089     |
| 1861               | 4.520     |
| 1. Dezember 1871   | 4.815     |
| 1. Dezember 1880 ¹ | 5.370     |
| 1. Dezember 1890 ¹ | 5.479     |
| 1. Dezember 1900 ¹ | 6.353     |
| 1. Dezember 1910 ¹ | 7.150     |
| 16. Juni 1925 ¹    | 8.843     |
| 16. Juni 1933 ¹    | 9.713     |
| 17. Mai 1939 ¹     | 10.532    |

| Jahr                 | Einwohner |
| -------------------- | --------- |
| 1946                 | 16.142    |
| 13. September 1950 ¹ | 16.921    |
| 6. Juni 1961 ¹       | 20.505    |
| 27. Mai 1970 ¹       | 21.191    |
| 31. Dezember 1975    | 34.491    |
| 31. Dezember 1980    | 35.680    |
| 27. Mai 1987 ¹       | 36.350    |
| 31. Dezember 1990    | 38.337    |
| 31. Dezember 1995    | 38.858    |
| 31. Dezember 2000    | 39.299    |
| 31. Dezember 2005    | 40.486    |
| 31. Dezember 2010    | 40.364    |
| 9. Mai 2011 ¹        | 39.201    |
| 31. Dezember 2015    | 40.535    |
| 31. Dezember 2020    | 41.154    |

¹ Volkszählungsergebnis

## Politik

### Gemeinderat
Der Gemeinderat in Nürtingen besteht aus 32 gewählten ehrenamtlichen Gemeinderäten und dem Oberbürgermeister als Vorsitzendem. Der Oberbürgermeister ist im Gemeinderat stimmberechtigt. Am 23. Juli 2013 hatte der Nürtinger Gemeinderat die Abschaffung der unechten Teilortswahl beschlossen; bis 2014 bestand der Gemeinderat aus 39 Mitgliedern.
Die Kommunalwahl am 9. Juni 2024 führte zu folgendem vorläufigen Endergebnis.
| Parteien und Wählergemeinschaften | Parteien und Wählergemeinschaften              | % 2024  | Sitze 2024 | % 2019  | Sitze 2019 | Kommunalwahl 2024 %3020100 26,37 %19,18 %20,64 %13,18 %13,51 %7,13 %n. k. %n. k. %n. k. % CDUNL/GRÜNEFWSPDNT14FDPABFWVOBasis NTGewinne und Verlusteim Vergleich zu 2019 %p 10 8 6 4 2 0 −2 −4 −6 −8+8,53 %p+0,49 %p+6,29 %p+0,34 %p−1,05 %p−0,80 %p−7,88 %p−3,76 %p−2,14 %pCDUNL/GRÜNEFWSPDNT14FDPABFWVOBasis NT |
| CDU                               | Christlich Demokratische Union Deutschlands    | 26,37   | 9          | 17,84   | 6          | Kommunalwahl 2024 %3020100 26,37 %19,18 %20,64 %13,18 %13,51 %7,13 %n. k. %n. k. %n. k. % CDUNL/GRÜNEFWSPDNT14FDPABFWVOBasis NTGewinne und Verlusteim Vergleich zu 2019 %p 10 8 6 4 2 0 −2 −4 −6 −8+8,53 %p+0,49 %p+6,29 %p+0,34 %p−1,05 %p−0,80 %p−7,88 %p−3,76 %p−2,14 %pCDUNL/GRÜNEFWSPDNT14FDPABFWVOBasis NT |
| NL/GRÜNE                          | Nürtinger Liste/Grüne                          | 19,18   | 6          | 18,69   | 6          | Kommunalwahl 2024 %3020100 26,37 %19,18 %20,64 %13,18 %13,51 %7,13 %n. k. %n. k. %n. k. % CDUNL/GRÜNEFWSPDNT14FDPABFWVOBasis NTGewinne und Verlusteim Vergleich zu 2019 %p 10 8 6 4 2 0 −2 −4 −6 −8+8,53 %p+0,49 %p+6,29 %p+0,34 %p−1,05 %p−0,80 %p−7,88 %p−3,76 %p−2,14 %pCDUNL/GRÜNEFWSPDNT14FDPABFWVOBasis NT |
| FW                                | Freie Wähler in Nürtingen                      | 20,64   | 7          | 14,35   | 5          | Kommunalwahl 2024 %3020100 26,37 %19,18 %20,64 %13,18 %13,51 %7,13 %n. k. %n. k. %n. k. % CDUNL/GRÜNEFWSPDNT14FDPABFWVOBasis NTGewinne und Verlusteim Vergleich zu 2019 %p 10 8 6 4 2 0 −2 −4 −6 −8+8,53 %p+0,49 %p+6,29 %p+0,34 %p−1,05 %p−0,80 %p−7,88 %p−3,76 %p−2,14 %pCDUNL/GRÜNEFWSPDNT14FDPABFWVOBasis NT |
| SPD                               | Sozialdemokratische Partei Deutschlands        | 13,18   | 4          | 12,84   | 4          | Kommunalwahl 2024 %3020100 26,37 %19,18 %20,64 %13,18 %13,51 %7,13 %n. k. %n. k. %n. k. % CDUNL/GRÜNEFWSPDNT14FDPABFWVOBasis NTGewinne und Verlusteim Vergleich zu 2019 %p 10 8 6 4 2 0 −2 −4 −6 −8+8,53 %p+0,49 %p+6,29 %p+0,34 %p−1,05 %p−0,80 %p−7,88 %p−3,76 %p−2,14 %pCDUNL/GRÜNEFWSPDNT14FDPABFWVOBasis NT |
| NT14                              | NT 14                                          | 13,51   | 4          | 14,56   | 5          | Kommunalwahl 2024 %3020100 26,37 %19,18 %20,64 %13,18 %13,51 %7,13 %n. k. %n. k. %n. k. % CDUNL/GRÜNEFWSPDNT14FDPABFWVOBasis NTGewinne und Verlusteim Vergleich zu 2019 %p 10 8 6 4 2 0 −2 −4 −6 −8+8,53 %p+0,49 %p+6,29 %p+0,34 %p−1,05 %p−0,80 %p−7,88 %p−3,76 %p−2,14 %pCDUNL/GRÜNEFWSPDNT14FDPABFWVOBasis NT |
| FDP                               | FDP                                            | 7,13    | 2          | 7,93    | 2          | Kommunalwahl 2024 %3020100 26,37 %19,18 %20,64 %13,18 %13,51 %7,13 %n. k. %n. k. %n. k. % CDUNL/GRÜNEFWSPDNT14FDPABFWVOBasis NTGewinne und Verlusteim Vergleich zu 2019 %p 10 8 6 4 2 0 −2 −4 −6 −8+8,53 %p+0,49 %p+6,29 %p+0,34 %p−1,05 %p−0,80 %p−7,88 %p−3,76 %p−2,14 %pCDUNL/GRÜNEFWSPDNT14FDPABFWVOBasis NT |
| AB                                | Aktive Bürger                                  | –       | –          | 7,88    | 2          | Kommunalwahl 2024 %3020100 26,37 %19,18 %20,64 %13,18 %13,51 %7,13 %n. k. %n. k. %n. k. % CDUNL/GRÜNEFWSPDNT14FDPABFWVOBasis NTGewinne und Verlusteim Vergleich zu 2019 %p 10 8 6 4 2 0 −2 −4 −6 −8+8,53 %p+0,49 %p+6,29 %p+0,34 %p−1,05 %p−0,80 %p−7,88 %p−3,76 %p−2,14 %pCDUNL/GRÜNEFWSPDNT14FDPABFWVOBasis NT |
| FWVO                              | Freie Wählervereinigung Nürtingen-Oberensingen | –       | –          | 3,76    | 1          | Kommunalwahl 2024 %3020100 26,37 %19,18 %20,64 %13,18 %13,51 %7,13 %n. k. %n. k. %n. k. % CDUNL/GRÜNEFWSPDNT14FDPABFWVOBasis NTGewinne und Verlusteim Vergleich zu 2019 %p 10 8 6 4 2 0 −2 −4 −6 −8+8,53 %p+0,49 %p+6,29 %p+0,34 %p−1,05 %p−0,80 %p−7,88 %p−3,76 %p−2,14 %pCDUNL/GRÜNEFWSPDNT14FDPABFWVOBasis NT |
| Basis NT                          | Basis NT                                       | –       | –          | 2,14    | 1          | Kommunalwahl 2024 %3020100 26,37 %19,18 %20,64 %13,18 %13,51 %7,13 %n. k. %n. k. %n. k. % CDUNL/GRÜNEFWSPDNT14FDPABFWVOBasis NTGewinne und Verlusteim Vergleich zu 2019 %p 10 8 6 4 2 0 −2 −4 −6 −8+8,53 %p+0,49 %p+6,29 %p+0,34 %p−1,05 %p−0,80 %p−7,88 %p−3,76 %p−2,14 %pCDUNL/GRÜNEFWSPDNT14FDPABFWVOBasis NT |
| Gesamt                            | Gesamt                                         | 100     | 32         | 100     | 32         | |
| Wahlbeteiligung                   | Wahlbeteiligung                                | 57,57 % | 57,57 %    | 55,02 % | 55,02 %    | |

### Bürgermeister
An der Spitze der Stadt Nürtingen werden schon früh Bürgermeister und Rat genannt. Das aus 12 Mitgliedern bestehende Gericht war auch die Verwaltungsbehörde. Die beiden Bürgermeister waren die städtischen Beamten. Daneben gab es einen vom Landesherrn eingesetzten Schultheiß, später einen Vogt. Dieser war Stadt- und Amtsoberhaupt. Im 18. Jahrhundert gab es vorübergehend einen Obervogt.
Seit dem 19. Jahrhundert trug das Stadtoberhaupt die Bezeichnung „Stadtschultheiß“, seit 1930 Bürgermeister und mit der Erhebung zur Großen Kreisstadt am 1. Februar 1962 lautet die Amtsbezeichnung Oberbürgermeister. Dieser wird von den Wahlberechtigten auf acht Jahre direkt gewählt. Er ist Vorsitzender des Gemeinderats. Seine allgemeinen Stellvertreter sind der 1. Beigeordnete mit der Amtsbezeichnung „Erster Bürgermeister“ und der Technische Beigeordnete.

#### Stadtoberhäupter seit 1819
| - 1819–1828: Gottlob Friedrich Schickhardt - 1828–1846: Heinrich Schickhardt - 1846–1868: Karl Friedrich Eßig - 1868–1896: Ferdinand Wilhelm Schmid - 1896–1930: Matthäus Baur - 1930–1939: Hermann Weilenmann - 1939–1943: Walter Klemm (NSDAP) | - 1943–1945: August Pfänder, kommissarisch (NSDAP) - 1945–1948: Hermann Weilenmann - 1948–1959: August Pfänder - 1959–1979: Karl Gonser - 1979–2004: Alfred Bachofer (Freie Wähler) - 2004–2019: Otmar Heirich (SPD) - seit 2019: Johannes Fridrich |

### Sitz rechtsextremer politischer Organisationen
Das Deutsche Seminar, das Vorträge überwiegend rechtsextremer Referenten organisiert, hat seinen Sitz in Nürtingen. Vorsitzender war der Nürtinger Walter Staffa (1917–2011), der Vertriebenenfunktionär und Kommunalpolitiker war. Der „Deutsche Kreis von 1972 e. V.“ mit Sitz in Nürtingen organisiert in Nürtingen ebenfalls Vortragsveranstaltungen mit überwiegend rechtsextremistischen Referenten. Vorsitzender war Rolf Kosiek (1934–2023), der auch im „Deutschen Seminar“ Vorstandsmitglied war. Weiter ist der „Verein zur Pflege nationaler Politik“ aktiv, in der auch Rolf Kosiek sowie Karl Baßler eine Rolle spielten, und der am 15. September 2010 150.225,57 Euro an die NPD überwies.

### Wappen und Flagge
Das Wappen der Stadt Nürtingen zeigt „in Gold unter einer liegenden schwarzen Hirschstange ein mit dem Mundstück nach (heraldisch) links gekehrtes rotes Hifthorn an schwarzer Fessel, darunter eine aufrechte blaue Raute.“ Die Nürtinger Stadtflagge ist blau-gelb. Wappen und Flagge werden schon seit vielen Jahrhunderten geführt. Die Hirschstange bezieht sich auf die spätere Zugehörigkeit der Stadt zu Württemberg, das Hifthorn auf Ansprüche der Herren von Nifen (Neuffen) und die blaue Raute ist noch nicht überzeugend gedeutet. Die älteste farbliche Darstellung stammt bereits aus dem Jahr 1535.
Jedes Jahr – zum traditionellen Maientag (siehe „Regelmäßige Veranstaltungen“) – werden die Stadtflaggen in den Farben blau-gelb gehisst.

### Städtepartnerschaften
Nürtingen unterhält mit folgenden Städten eine offizielle Städtepartnerschaft:
- Oullins/Métropole de Lyon in Frankreich, seit 1962
- Rhondda Cynon Taf in Wales, seit 1968

Partnerschaftsähnliche Beziehungen hat Nürtingen zu
- Soroksár (Budapest, Bezirk XXIII) in Ungarn, seit 1988
- Zerbst/Anhalt, Sachsen-Anhalt, seit 1992

### Jugendrat
Seit 1996 gibt es in Nürtingen einen Jugendrat. Für jeweils zwei Jahre werden 10 bis 15 Jugendliche im Alter von 13 bis 19 Jahren gewählt, um sich für jugendrelevante Angelegenheiten einzusetzen.
Jugendrat 2021–2023: Maya Mathew (Vorsitzende), Matthis Berg (stv. Vorsitzender).

## Wirtschaft und Infrastruktur
Die Industrialisierung begann im Nürtinger Raum in der ersten Hälfte des 19. Jahrhunderts. Zunächst war die Textilindustrie bestimmende Branche. So war Nürtingen lange Jahre als „Stadt der Strickwaren“ bekannt. Mit der zunehmenden Verlagerung der Textilproduktion in Niedriglohnländer im ausgehenden 20. Jahrhundert nahm die Bedeutung dieses Industriezweiges für den Nürtinger Raum immer mehr ab, so dass zu Beginn des 21. Jahrhunderts die Maschinenbauindustrie die wichtigste Branche darstellt. Die Maschinenfabrik Gebr. Heller, 1894 gegründet, und der Elektrowerkzeughersteller Metabo, 1924 gegründet, beschäftigen beide jeweils rund 1.700 Mitarbeiter in Nürtingen.
Derzeit sind in Nürtingen ca. 15.000 Arbeitnehmer beschäftigt (Stand 2003). Davon kommen ca. 5.300 aus Nürtingen selbst, 9.700 pendeln aus den umliegenden Städten und Gemeinden zu ihren Arbeitsplätzen in der Stadt. Dem gegenüber stehen ca. 8.600 Auspendler; viele davon sind bei Großunternehmen in der Region Stuttgart angestellt. Insgesamt weist Nürtingen damit eine positive Pendlerbilanz auf.

### Verkehr
Der Bahnhof Nürtingen liegt an der Bahnstrecke Plochingen–Immendingen und wird jeweils im Stundentakt von der Regionalexpress-Linie RE 12 sowie der Regionalbahn-Linie RB 18 bedient. Außerdem beginnt in Nürtingen die Tälesbahn nach Neuffen, eine Nebenbahn der Württembergischen Eisenbahn-Gesellschaft. Auf letzterer gibt es regelmäßigen Güterverkehr zur Firma Knauf Interfer Stahl (früher: Gnida). Der Nürtinger Güterbahnhof wird dagegen nicht mehr genutzt, er wurde zurückgebaut. Es gibt Pläne, das Areal neu zu bebauen. In unmittelbarer Nähe des Bahnhofes befindet sich der zentrale Omnibusbahnhof (ZOB), über den Nürtingen mit den Stadtteilen und den umliegenden Gemeinden verbunden ist. Alle Linien im Stadtgebiet Nürtingens sind in den Verkehrs- und Tarifverbund Stuttgart (VVS) integriert.
Die Bundesautobahn 8 Stuttgart–München verläuft rund 5 km nördlich der Stadt. Nürtingen ist über die Anschlussstellen Wendlingen (55) und Kirchheim/Teck-West (56) zu erreichen. Außerdem führen die Bundesstraßen 297 (Lorch–Tübingen), sowie 313 (Plochingen–Reutlingen) durch die Stadt.
Der Flughafen Stuttgart liegt ca. 15 km von Nürtingen entfernt.
Der nächstgelegene Binnenhafen befindet sich in Plochingen, etwa 15 km flussabwärts am Neckar. Der Fluss ist von dort an bis zu seiner Mündung in den Rhein bei Mannheim, teilweise kanalisiert, für die Binnenschifffahrt ausgebaut.
Über Alltagsradrouten aus dem Radnetz Baden-Württemberg ist Nürtingen 
- über Oberboihingen und Wendlingen mit Plochingen,
- über Neckartailfingen und Neckartenzlingen
  - mit Tübingen und
  - über Metzingen bzw. Reutlingen verbunden.

Ebenfalls durch die Stadt verläuft der Neckartal-Radweg, ein Radfernweg von Villingen-Schwenningen nach Mannheim. Der Württemberger Weinradweg verläuft von Rottenburg am Neckar nach Niederstetten. Er verläuft durch das Tiefenbachtal nach Nürtingen hinein und ist neckarabwärts mit dem Neckartal-Radweg identisch.
Nürtingen ist Mitglied in der Arbeitsgemeinschaft Fahrrad- und Fußverkehrsfreundlicher Kommunen in Baden-Württemberg.

### Medien
In Nürtingen erscheint als Tageszeitung die Nürtinger Zeitung. Ausschließlich online erscheint die Nürtinger STATTzeitung, die ehrenamtlich erstellt wird.

### Behörden, Gerichte und Einrichtungen
Nürtingen verfügt über ein Finanzamt, ein Notariat, ein Zollamt, ein Arbeitsamt und eine Außenstelle des Landratsamts Esslingen. Ferner gibt es ein Amtsgericht, das zum Landgerichts- und OLG-Bezirk Stuttgart gehört.
Die Stadt ist auch Sitz des Kirchenbezirks Nürtingen der Evangelischen Landeskirche in Württemberg.

### Bildung

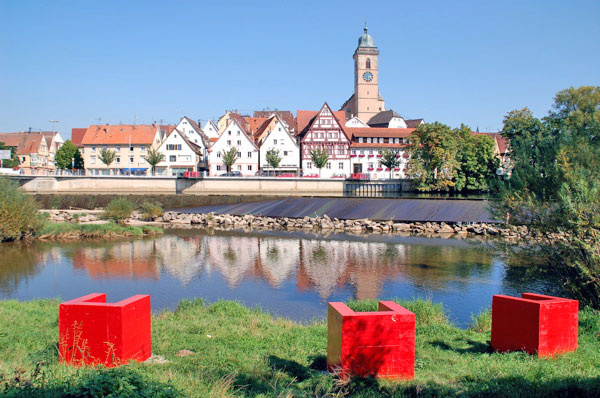
Neckarfront von Nürtingen mit der Laurentiuskirche

Nürtingen hat folgende Hochschulen und Ausbildungseinrichtungen:
- Hochschule für Wirtschaft und Umwelt Nürtingen-Geislingen (HfWU)
- Freie Kunstakademie Nürtingen
- Seminar für Ausbildung und Fortbildung der Lehrkräfte Nürtingen (Grundschule)[62]

Die Hochschule für Wirtschaft und Umwelt zählt zu den ältesten und renommierten Hochschulen Baden-Württembergs und beheimatet eine der größten wirtschaftswissenschaftlichen Fakultäten des Landes. Dabei wird auf nachhaltige und ganzheitliche Entwicklung der Studiengänge großen Wert gelegt. Die HfWU hat sich mit mehr als 80 Partneruniversitäten in der ganzen Welt einen hervorragenden Ruf erarbeitet. Neben Wirtschaftswissenschaften, Umweltwissenschaften zählen auch die Sozialwissenschaften zum Kerngebiet der Hochschule. Sie trägt einmal im Jahr den Tag der Finanzen aus, an dem ein Keynote Speaker aus der Wirtschaft oder Politik zu Gast ist. Der jedes Jahr stattfindende Hochschulball bildet den Abschluss des gesellschaftlichen Jahres. Im Jahr 2015 wurde die ehemalige Hochschule für Kunsttherapie und die dort ansässigen Studiengänge Kunst- und Theatertherapie in die Fakultät LUS der HfWU integriert.
In Nürtingen gibt es drei Gymnasien (Hölderlin-Gymnasium, Max-Planck-Gymnasium und das private Peter-Härtling-Gymnasium), zwei Realschulen (Neckar-Realschule und Geschwister-Scholl-Realschule), eine Förderschule (Theodor-Eisenlohr-Schule), zwei Grundschulen in der Kernstadt (Ersbergschule, Braikeschule), sechs Grundschulen in den Stadtteilen Neckarhausen (Anna-Haag-Schule), Oberensingen (Friedrich-Glück-Schule), Raidwangen, Reudern, Zizishausen (Inselschule) und Roßdorf (Rossdorfschule) und eine Grundschule mit Werkrealschule an der Mörikeschule.
Der Landkreis Esslingen ist Schulträger der Beruflichen Schulen (Akademie für Landbau, Fachschule für Technik, Kaufmännische Schule: Albert-Schäffle-Schule, Gewerbliche Schule: Philipp-Matthäus-Hahn-Schule, Gewerbliche, Haus- und Landwirtschaftliche Schule: Fritz-Ruoff-Schule) sowie der Bodelschwinghschule für geistig Behinderte mit Regenbogen-Schulkindergarten für geistig Behinderte und des Schulkindergartens für Körperbehinderte.
Ferner gibt es noch die Johannes-Wagner-Schule, eine staatliche Schule für Schwerhörige und Sprachbehinderte mit Internat in Trägerschaft des Landes Baden-Württemberg. Die Rudolf-Steiner-Schule, eine freie Waldorfschule, rundet das schulische Angebot in Nürtingen ab.

## Kultur und Sehenswürdigkeiten

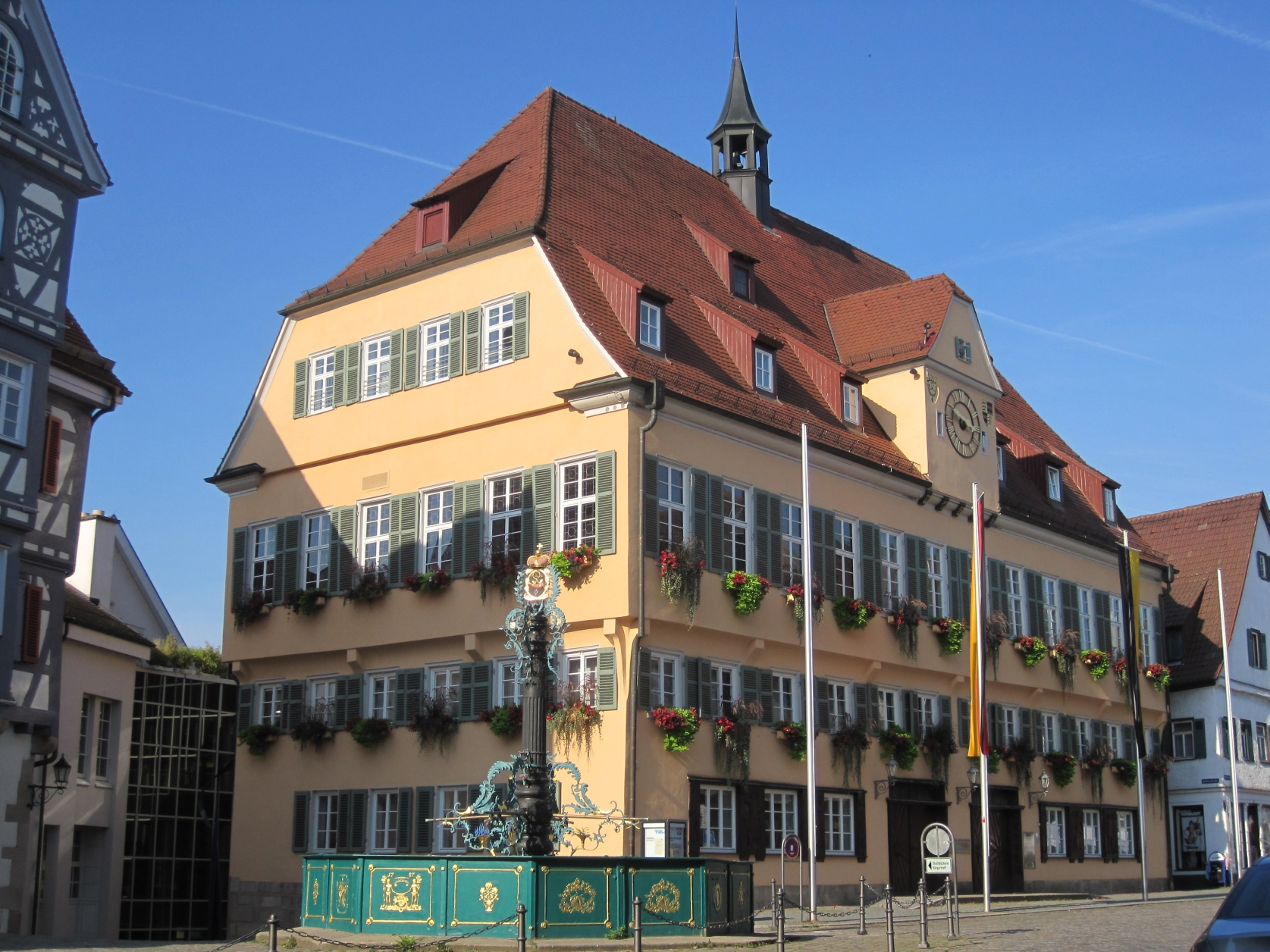
Rathaus

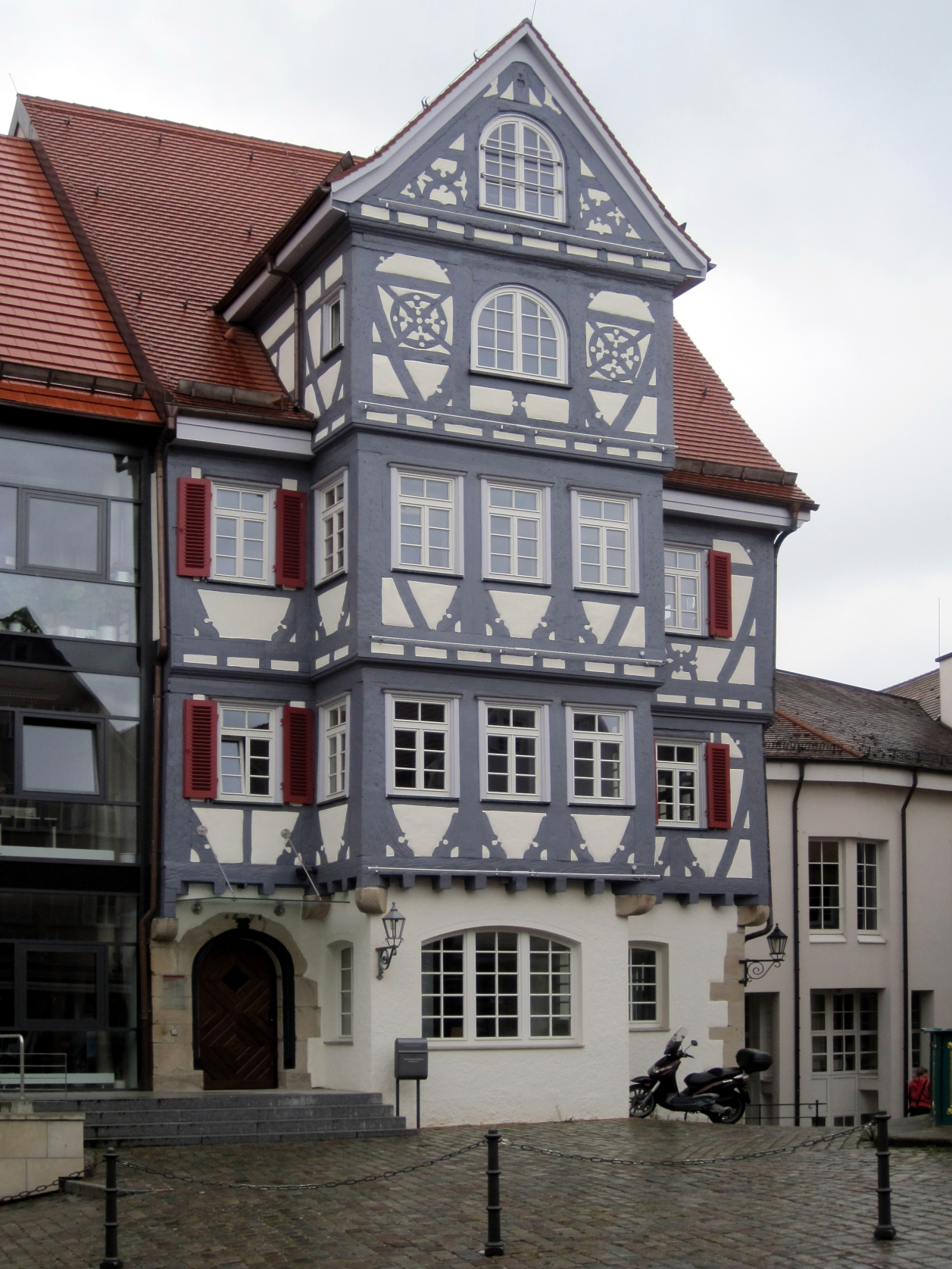
Riegersches Haus

Nürtingen liegt an der Württemberger Weinstraße und der Römerstraße Neckar–Alb–Aare mit vielen Sehenswürdigkeiten.

### Kino
Traumpalast Nürtingen (ehemals Kinopalast) ist ein Kino mit insgesamt 8 Sälen. Der Saal Bambi, der noch aus der Zeit der ABC-Lichtspiele stammt, ist denkmalgeschützt und somit visuell unverändert. Die Projektionen finden in allen Sälen digital statt und in 4 Sälen können auch 3D-Filme gespielt werden.

### Theater
In der Stadthalle K3N finden regelmäßig Theatervorstellungen von Tourneetheatern und Landesbühnen statt. Daneben bietet der Verein Theater im Schlosskeller auf seiner Kleinkunstbühne ein umfangreiches Programm an Schauspiel- und Kleinkunstaufführungen sowie Vorträgen und Konzerten. Außerdem finden unter anderem noch regelmäßig Theateraufführungen der hiesigen Theatergruppen der Nürtinger Schulen statt.

### Museen
Zwischen Neckar- und Steinachufer liegt das alte Schützenhaus von 1565. Hier ist das Stadtmuseum Nürtingen mit literarischer Abteilung Hölderlin untergebracht.
In der Sammlung Domnick sind Kunstwerke aus der Zeit nach dem Zweiten Weltkrieg zu sehen.

### Archive
Das Stadtarchiv Nürtingen (im Rathaus) ist hauptamtlich besetzt. Das frühere Kreisarchiv Nürtingen ist im Kreisarchiv Esslingen aufgegangen.

### Bibliotheken
Die Stadtbücherei hat einen Bestand von 96.500 Medien mit rund 518.000 Ausleihungen. Neben der Hauptstelle am Marktplatz gibt es vier kleine Zweigbüchereien in Neckarhausen, Oberensingen, Roßdorf und Zizishausen.

### Bauwerke
- Rathaus
- Salemer Hof (Fachwerkgebäude von Zisterzienser-Mönchen gebaut)
- Alte Lateinschule (gegründet 1481, bekannte Schüler: Hölderlin und Schelling)
- Riegersches Haus am Markt
- Blockturm
- Hölderlinhaus
- Spital
- Altes Schützenhaus (heute Stadtmuseum)
- Marktbrunnen am Rathaus
- Ochsenbrunnen von Gunther Stilling am Schillerplatz
- Römische Villa rustica im Stadtteil Oberensingen
- Kreuzkirche (gebaut 1455, wird seit den 1980er Jahren als Kulturzentrum genutzt)
- Historisches Laufwasserkraftwerk an der Stadtbrücke[65]
- Schafbrunnen

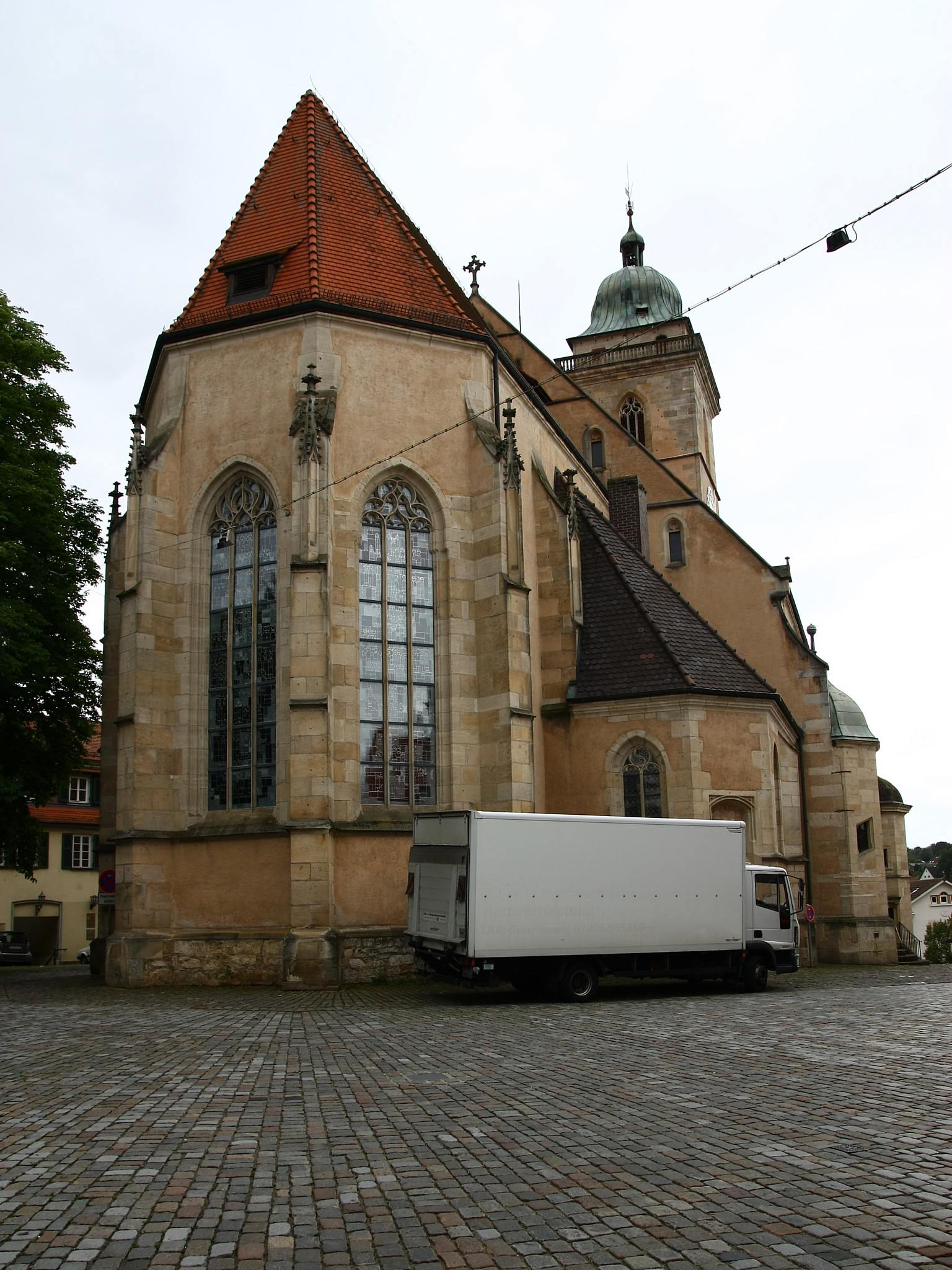
Stadtkirche St. Laurentius (von Osten)
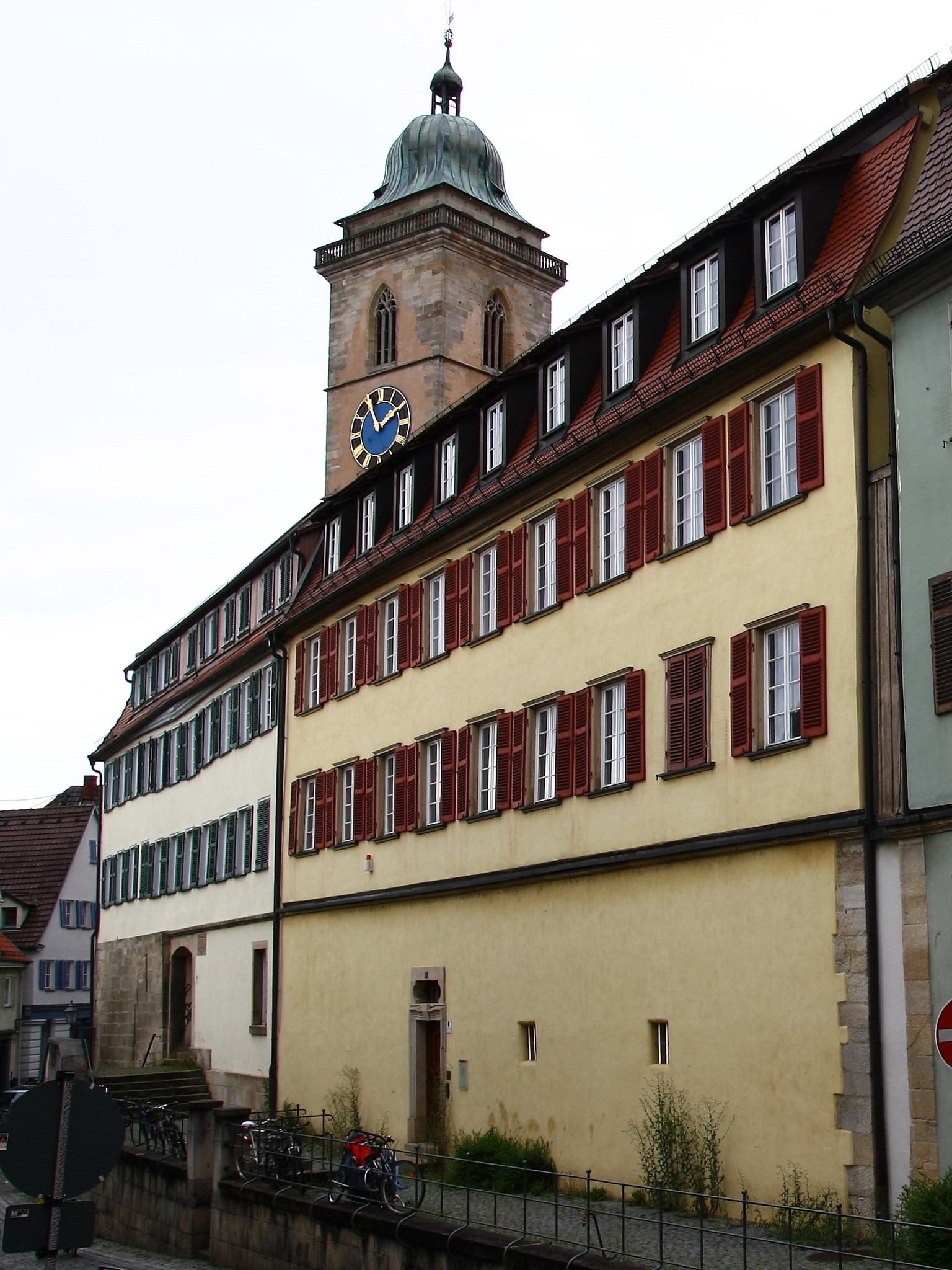
Lateinschule (links) und Stadtschreiberei, dahinter St. Laurentius
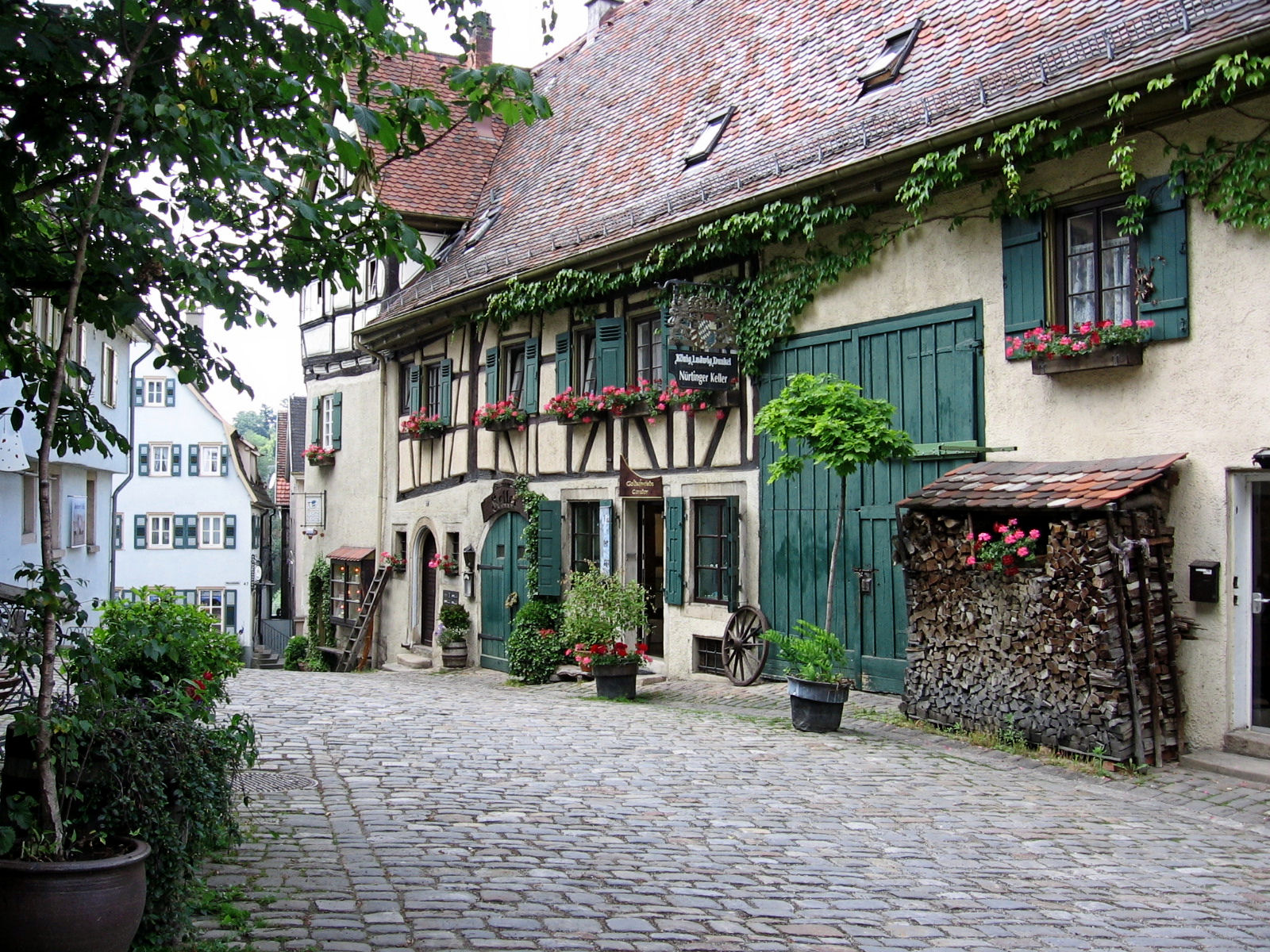
Fachwerkensemble in der Schlossgartenstraße
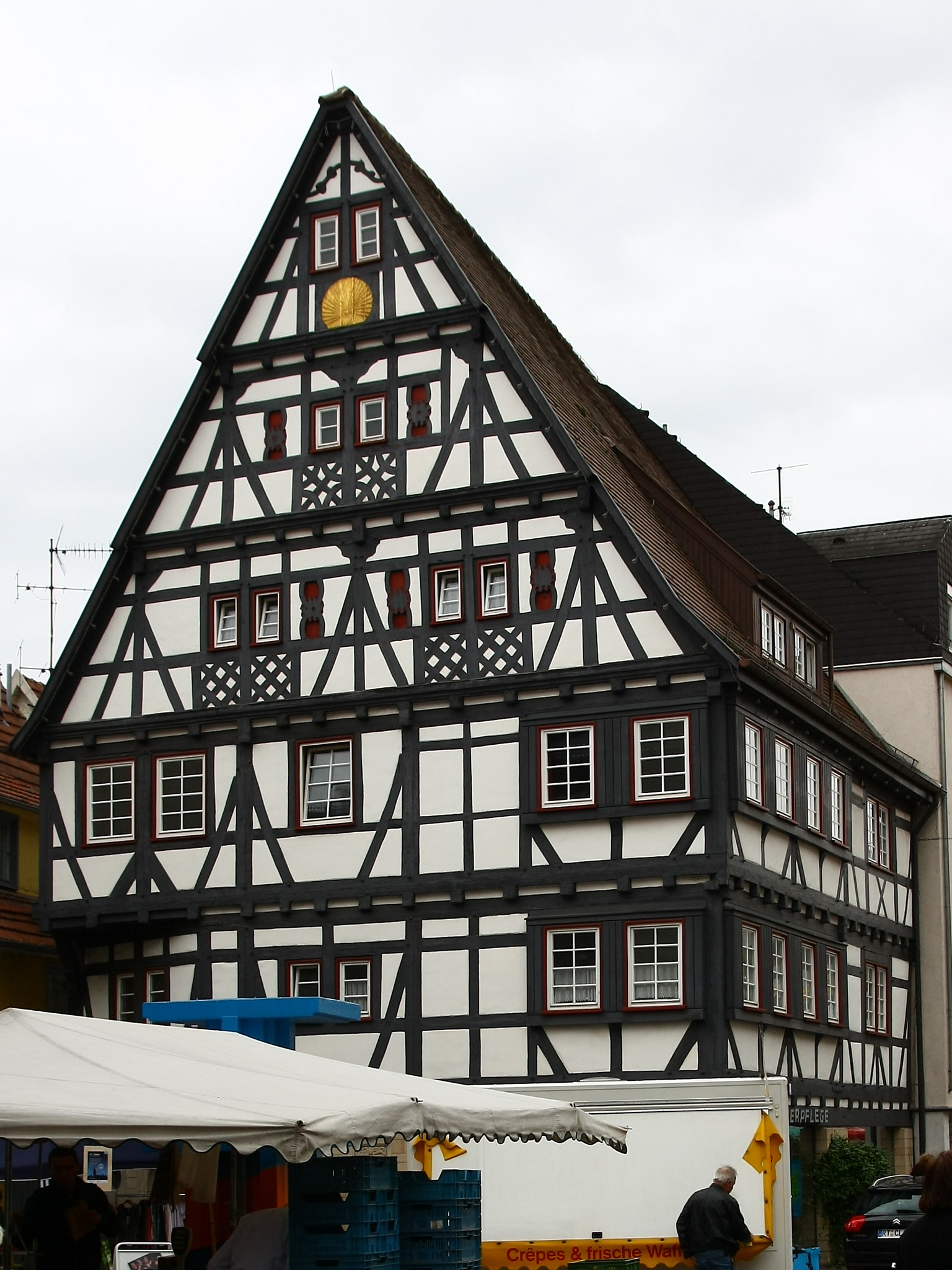
Fachwerkhaus „Alte Schmiede“ in der Kirchstraße
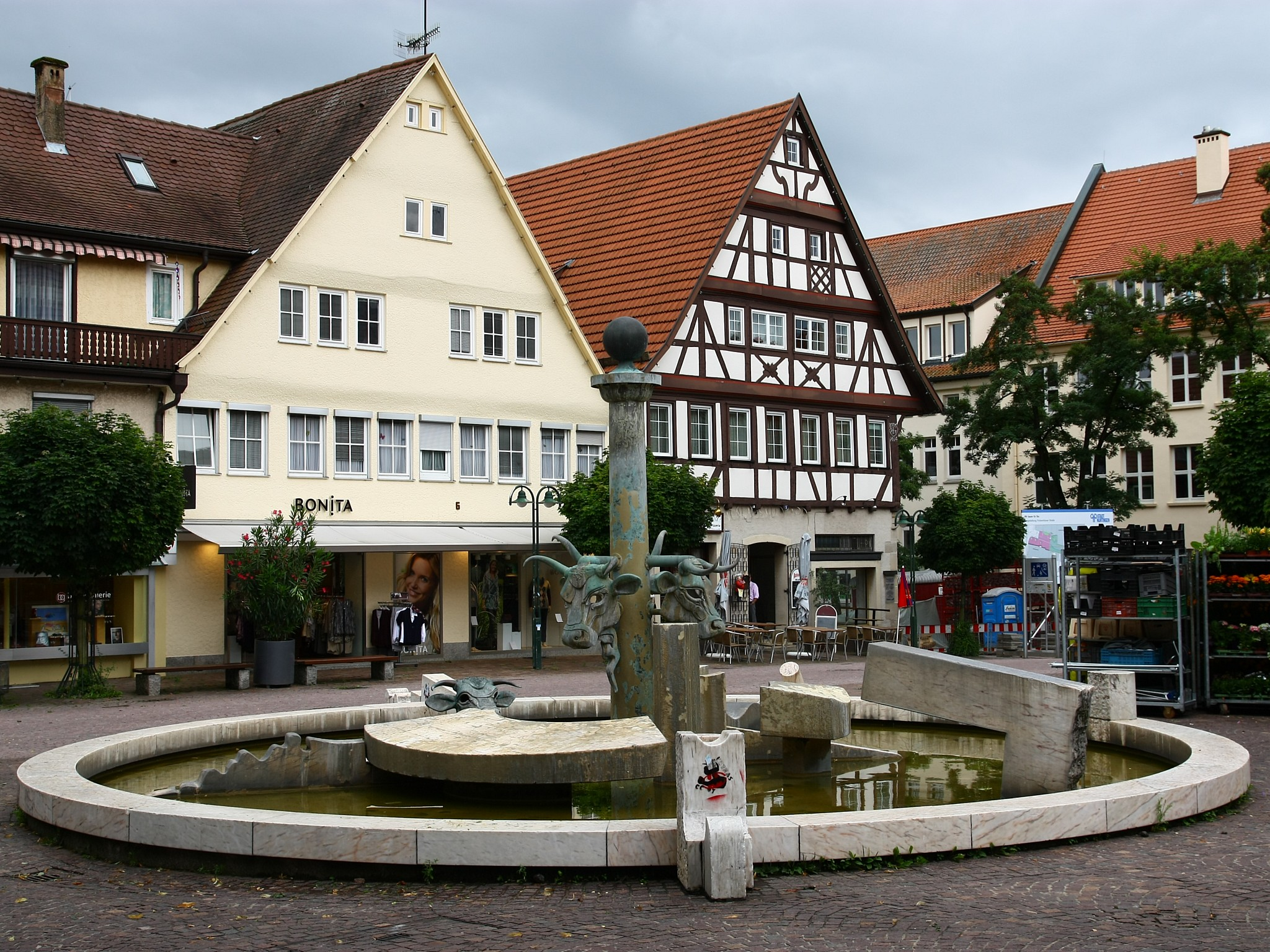
Brunnen von Gunther Stilling am Schillerplatz

#### Kirchen
- Die evangelische Stadtkirche St. Laurentius ist das Wahrzeichen der Stadt. Die spätgotische dreischiffige Hallenkirche hat einen 48 m hohen Turm. Das Langhaus wurde 1895 neu gewölbt. Bei einem Brand in der Stadtkirche im Jahr 2000 wurde die Orgel zerstört. Am 27. November 2007 wurde die Stadtkirchen-Stiftung mit dem Ziel gegründet, diese Kirche dauerhaft zu erhalten. Mittlerweile hat die Bürger-Stiftung über 115 Stifter und einen Kapitalgrundstock von über 500.0000 Euro.
- Lutherkirche von 1933,
- Die evangelische Versöhnungskirche von 1963
- Erlöserkirche der Evangelisch-Freikirchlichen Gemeinde (Baptisten) von 1974
- Die katholische Kirche St. Johannes Evangelist von 1956 (der Vorgängerbau von 1907 wurde abgebrochen) in der Vendelaustraße ist künstlerisch gestaltet durch Otto Herbert Hajek. Seine künstlerische Entwicklung ist im Innenraum deutlich erkennbar, da er fast über einen Zeitraum von 50 Jahren (vom Bau der Kirche bis kurz vor seinem Tod) den Innenraum, den Kreuzweg und Kultgegenstände gestaltet hat.
- Evangelische Kirche St. Bernhard Neckarhausen (spätgotische Elemente mit Langhaus von 1606).
- Evangelische Kirche Raidwangen (Baujahr 1909).
- Evangelische Pfarrkirche Oberensingen (im 19. Jahrhundert völlig erneuert, doch älteren Ursprungs).
- Evangelische Friedenskirche Reudern (Baujahr 1969).
- Evangelische Christuskirche Zizishausen (erbaut 1963).

### Sport
- Schützengilde Nürtingen, gegründet 1460
- FV 09 Nürtingen, 1909 gegründeter Fußballverein
- Turngemeinde Nürtingen 1859, ältester Nürtinger Sportverein
- Turnerbund Neckarhausen, Sportverein aus dem Stadtteil Neckarhausen
- TSV Oberensingen, gegründet 1899
- Ruderclub Nürtingen, gegründet 1921
- ETV Nürtingen e. V., gegründet 1926
- Flugsportverein Nürtingen 1928 e. V.
- Judoverein Nürtingen 1960 e. V.
- Schachverein 1920 Nürtingen e. V.

### Regelmäßige Veranstaltungen
- Nürtinger Maientag: Seit über 400 Jahren wird das traditionelle Fest der Schulen mit Maiensingen, Festumzug, Spielen und Rummelplatz gefeiert. Von seinem ursprünglichen Termin am vorletzten Dienstag im Mai wurde das Fest 1969 auf einen beliebigen Samstag im Mai (in sehr seltenen Ausnahmefällen auch im Juni) verlegt. Der Termin ist abhängig von den Pfingstferien der Schulen.
- Stadtfest: Seit 1977 wird in der Nürtinger Fußgängerzone von örtlichen Vereinen und Gruppen in Zusammenarbeit mit der Stadtverwaltung das Stadtfest gefeiert. Das Fest fand zunächst immer an einem Samstag im September statt. Seit einigen Jahren wurde es auf ein Wochenende im Juli vorverlegt und wird bis auf einzelne Ausnahmen alljährlich gefeiert.
- Altstadtfest: Ein von den am Nürtinger Schlossberg angesiedelten Händlern und Gastwirten kommerziell veranstaltetes Fest. Bis einschließlich 2008 wurde von den Besuchern Eintritt verlangt. 2009 war der Eintritt frei.
- Nürtinger Musiknacht: seit 1997 findet unter Leitung der städtischen Kulturabteilung die Musiknacht Nürtingen statt und wird an einem Samstag Anfang Mai durchgeführt. Etwa 7.000 Besucher (2010) verteilen sich auf über 20 Veranstaltungslokale und die Innenstadt wird in eine große Partymeile verwandelt.
- Weindorf: Seit 2008 wird jedes Jahr im Spätsommer das zweiwöchige Nürtinger Weindorf veranstaltet; der Eintritt ist frei, das Fest ist jedoch kommerziell ausgelegt. Es findet in der Innenstadt auf dem Schillerplatz bei der Kreuzkirche statt.